# Panicoideae
Die Panicoideae sind eine Unterfamilie der Süßgräser (Poaceae). Sie ist vorwiegend tropisch und subtropisch verbreitet und umfasst wichtige Kulturpflanzen wie Zuckerrohr (Saccharum officinale) und den Mais (Zea mays) sowie verschiedene Hirsearten.

## Beschreibung

### Vegetative Merkmale
Die Vertreter der Panicoideae sind einjährige oder ausdauernde Pflanzen, die Rhizome und Ausläufer bilden und häufig Rasen bilden. Sie sind vorwiegend krautige Pflanzen. Die Halme sind meist voll, seltener hohl. Die Laubblätter stehen zweizeilig (distich). Die abaxiale Ligula ist meist fehlend, selten als Haarkranz vorhanden. Die adaxiale Ligula ist ein Häutchen oder ein Haarkranz, seltener fehlend. Die Blattspreiten sind relativ breit bis schmal, manchmal scheinbar gestielt. Die Blattnervatur ist parallel. Die Blattscheiden sind meist nicht geöhrt. Ein adaxiales Palisadenparenchym fehlt. Kranz-Anatomie ist vorhanden oder fehlt. Die Mittelrippe ist einfach, seltener komplex. Die Stomata haben dreieckige oder kuppelförmige Nebenzellen. Es gibt zweizellige Mikrohaare.

### Generative Merkmale
Die Blütenstände sind Ähren, Trauben oder Rispen, oder auch Kombinationen von diesen. Bei den Andropogoneae gibt es außerhalb der Ährchen Brakteen. Die Ährchen sind zwittrig oder seltener eingeschlechtig, in diesem Fall sind die Pflanzen dann diözisch oder monözisch. Es gibt meist zwei Hüllspelzen, ein steriles Blütchen und ein fertiles Blütchen. Die Ährchen sind am Rücken zusammengedrückt, seltener nicht oder seitlich. Die Ährchen zerfallen zur Reife unterhalb der Hüllspelzen (bei den Arundinelleae oberhalb), oder es brechen die Infloreszenz-Achsen auseinander. Die Deckspelze hat meist keine Makrohaare. Falls sie begrannt ist, dann nur mit einer Granne. Die Vorspelze ist ausgebildet bis fehlend (bei Andropogoneae). Die Lodiculae sind paarig, manchmal auch fehlend, frei, fleischig und meist kahl. Es gibt drei Staubblätter. Der Fruchtknoten ist meist kahl, Anhängsel an der Spitze fehlen. Die zwei Griffel sind frei bis verwachsen.
Die Karyopsen haben meist kurze Narben. Das Endosperm ist hart, ohne Fette, die Stärkekörner sind meist einfach, seltener zusammengesetzt. Der Embryo ist meist groß, ein Epiblast fehlt meist, die Scutellum-Spalte ist vorhanden. Der Mesokotyl-Knoten ist verlängert. Die Blattränder beim Embryo überlappen sich meist.

### Chromosomensätze und Stoffwechselwege
Die Chromosomengrundzahl beträgt x = 5, (7), 9, 10, (12, 14).
Es gibt unter den Panicoideae sowohl C3- wie auch C4-Pflanzen (PCK-, NAD-ME und NADP-ME-Typ), wie auch C3/C4-Intermediäre.

## Systematik und Verbreitung
Die Unterfamilie Panicoideae ist vor allem in den Tropen und Subtropen verbreitet, etliche Arten kommen auch in den gemäßigten Gebieten vor.
Die Schwestersippe der Panicoideae sind die Centothecoideae. In der Umschreibung der Grass Phylogeny Working Group umfasst die Unterfamilie rund 3270 Arten. Die Panicoideae werden in sieben Triben unterteilt:
- Tribus Andropogoneae Dumort.[3]

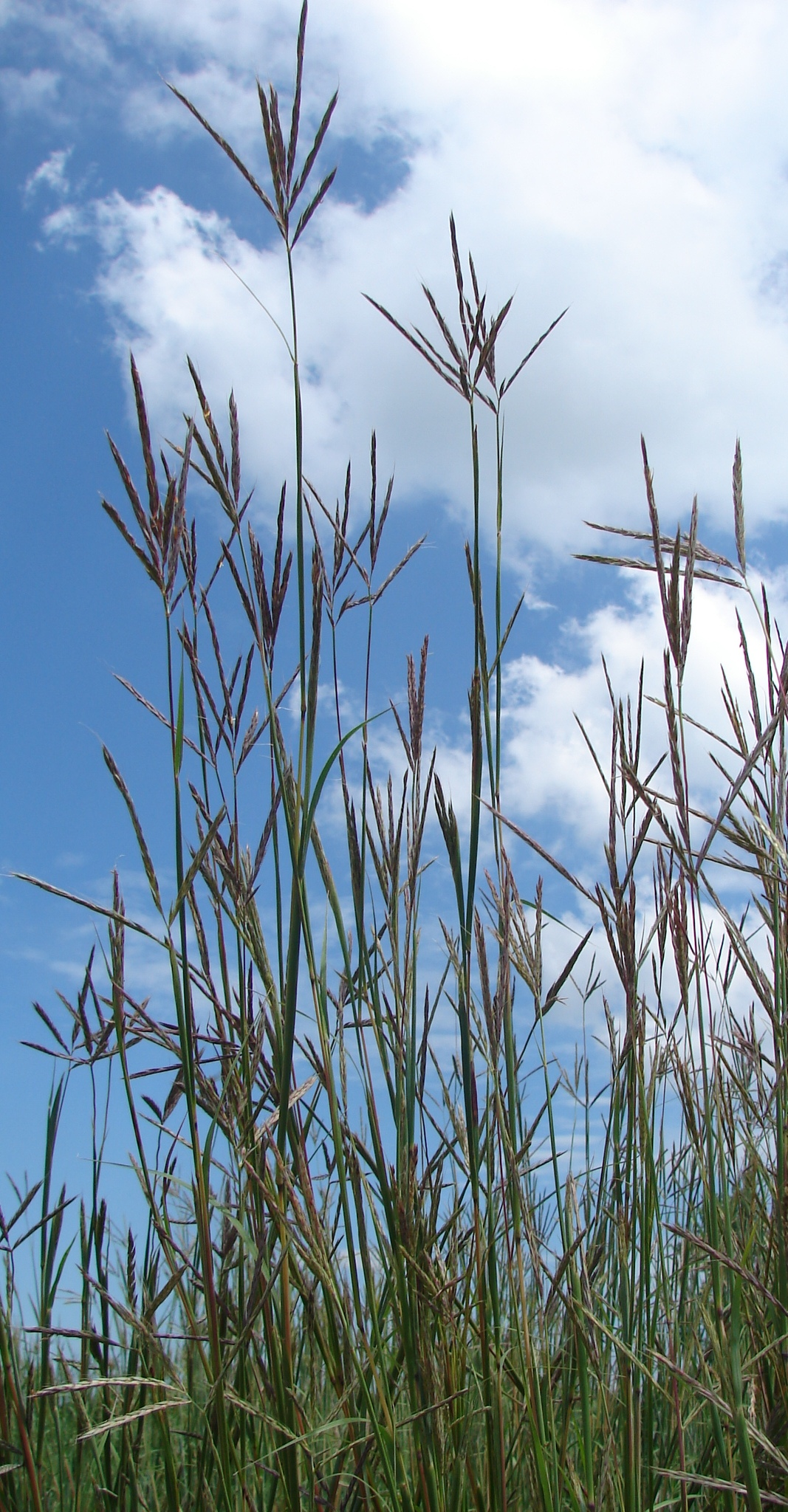
Tribus Andropogoneae: Andropogon gerardii

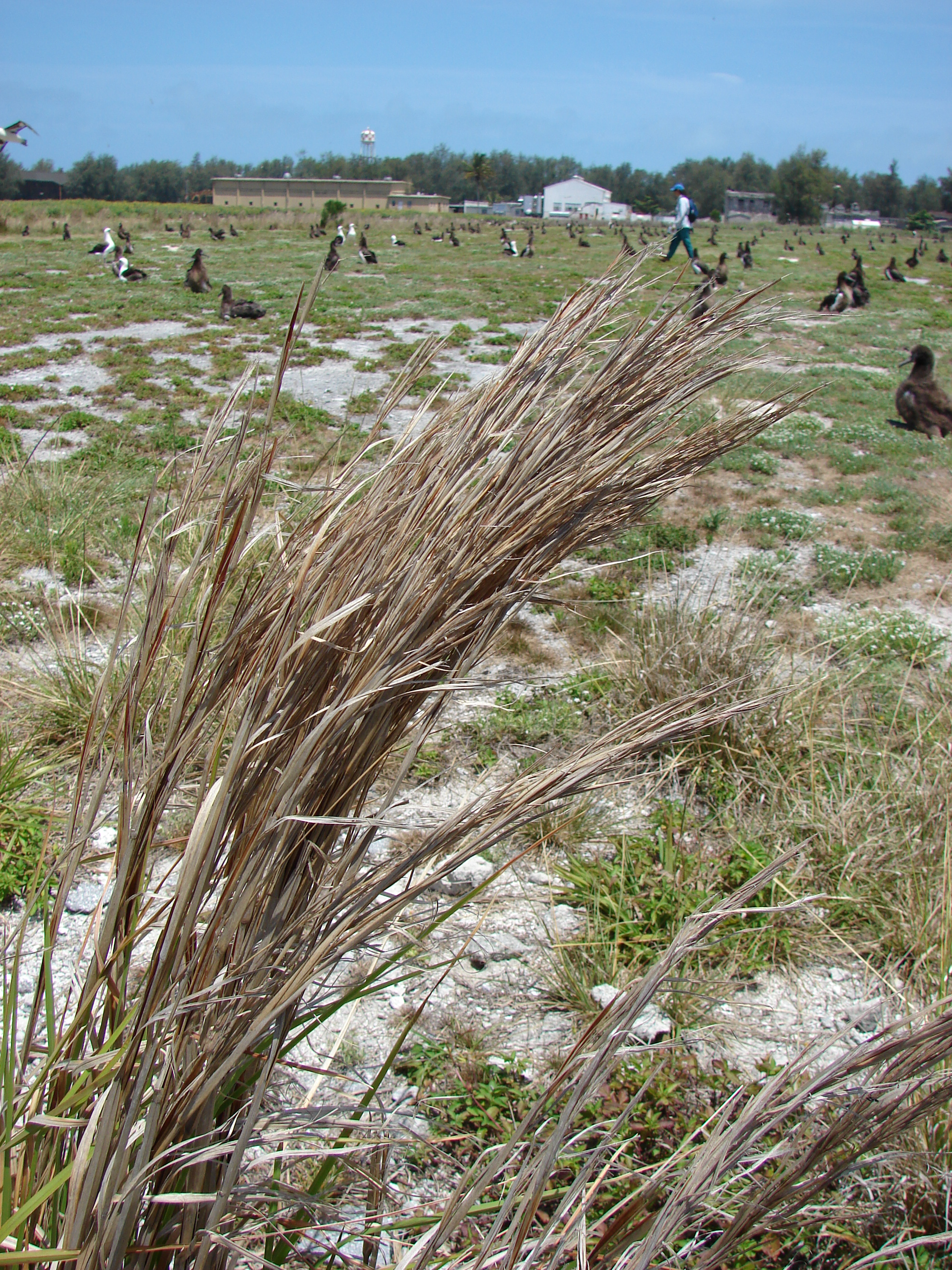
Tribus Andropogoneae: Andropogon virginicus

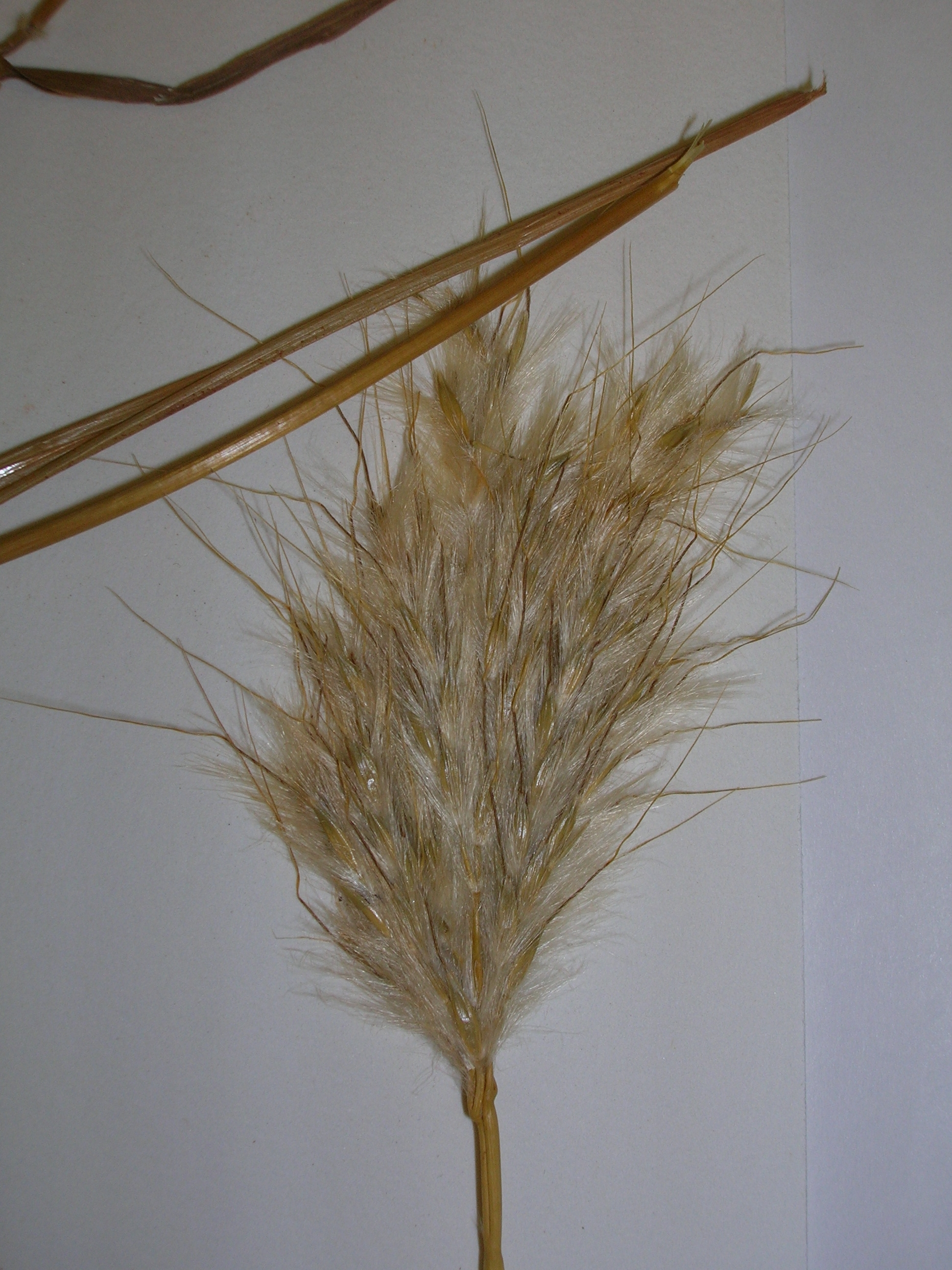
Tribus Andropogoneae: Bothriochloa barbinodis

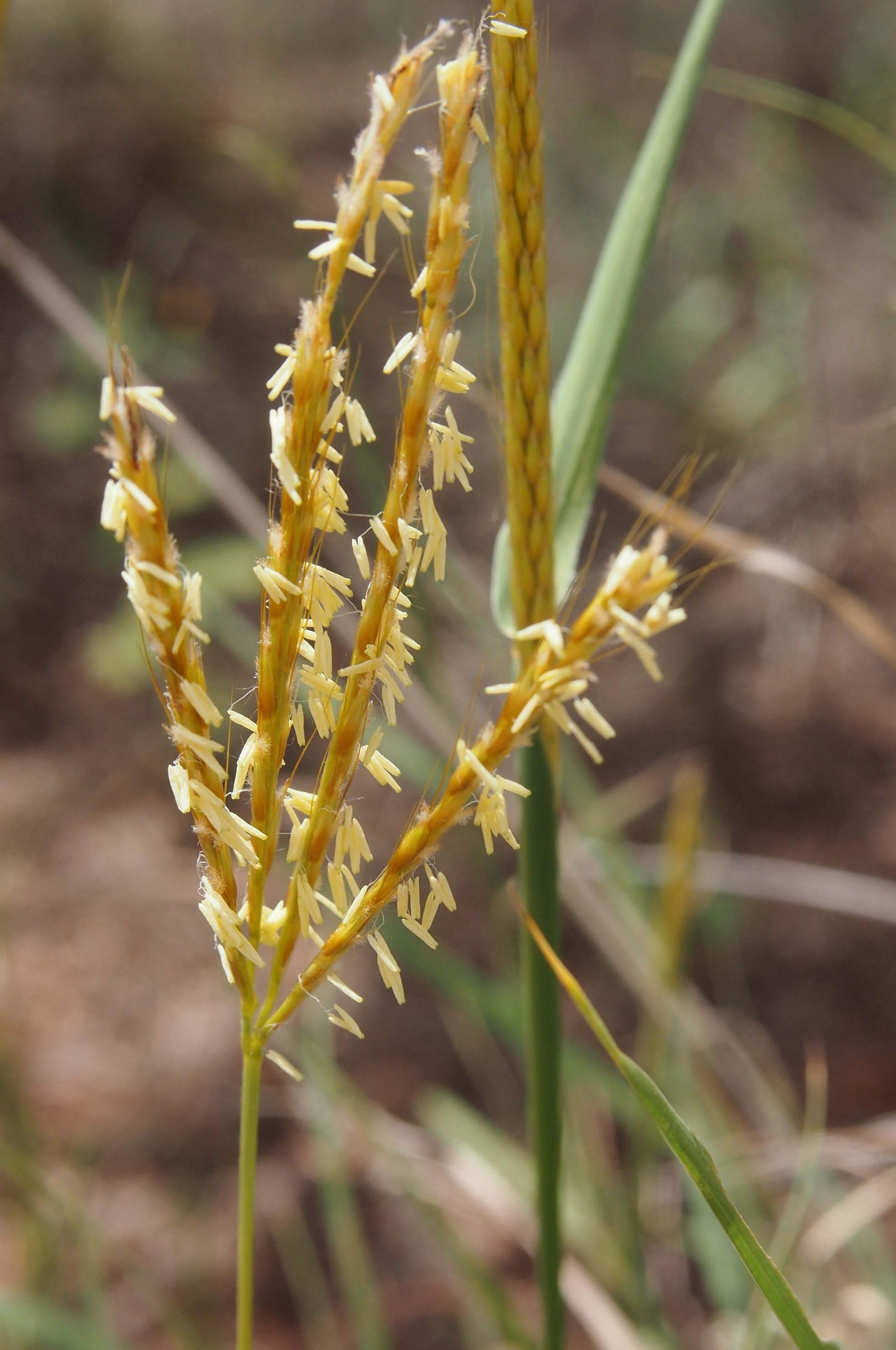
Tribus Andropogoneae: Bothriochloa ewartiana

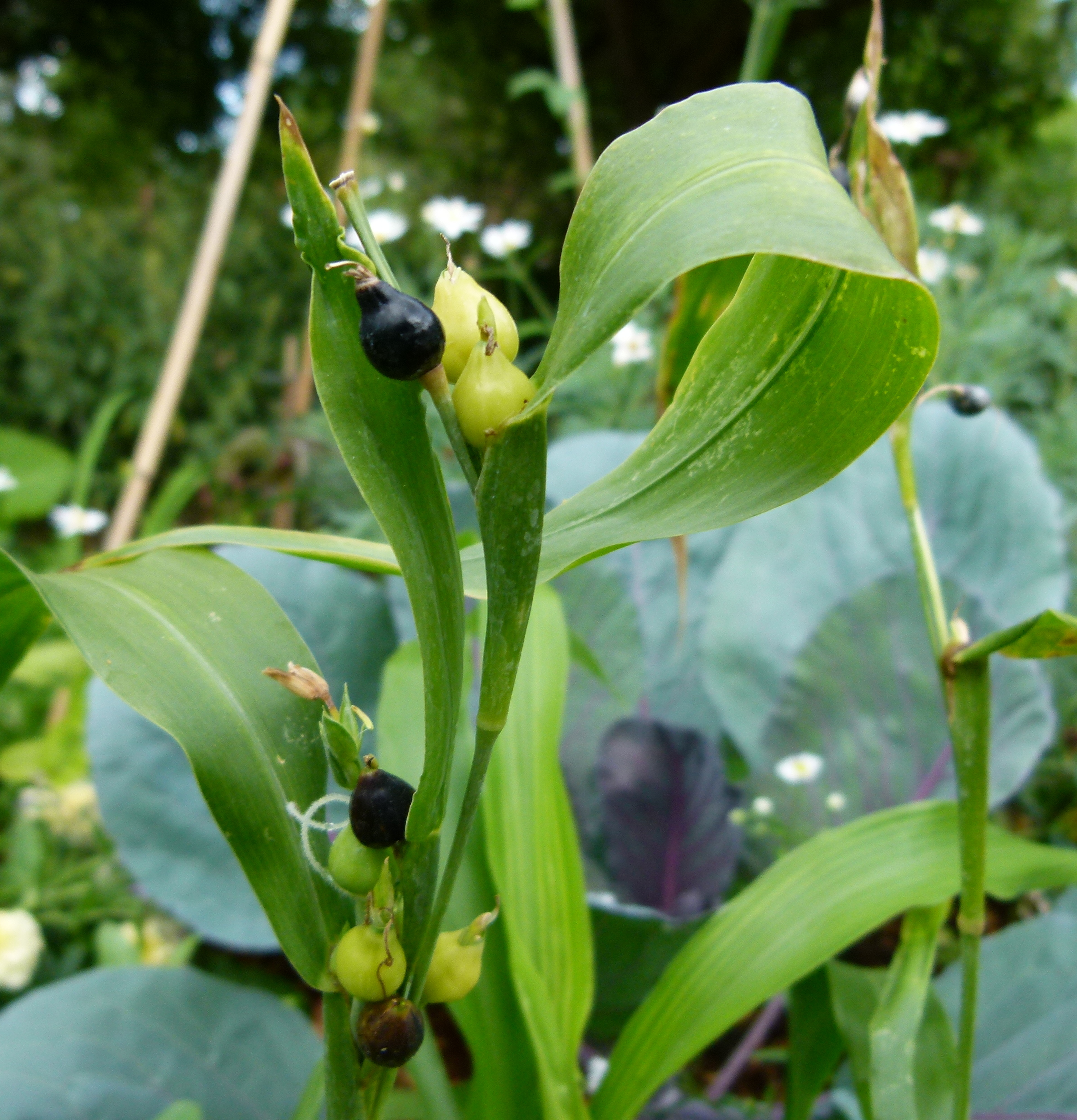
Tribus Andropogoneae: Hiobsträne (Coix lacryma-jobi)

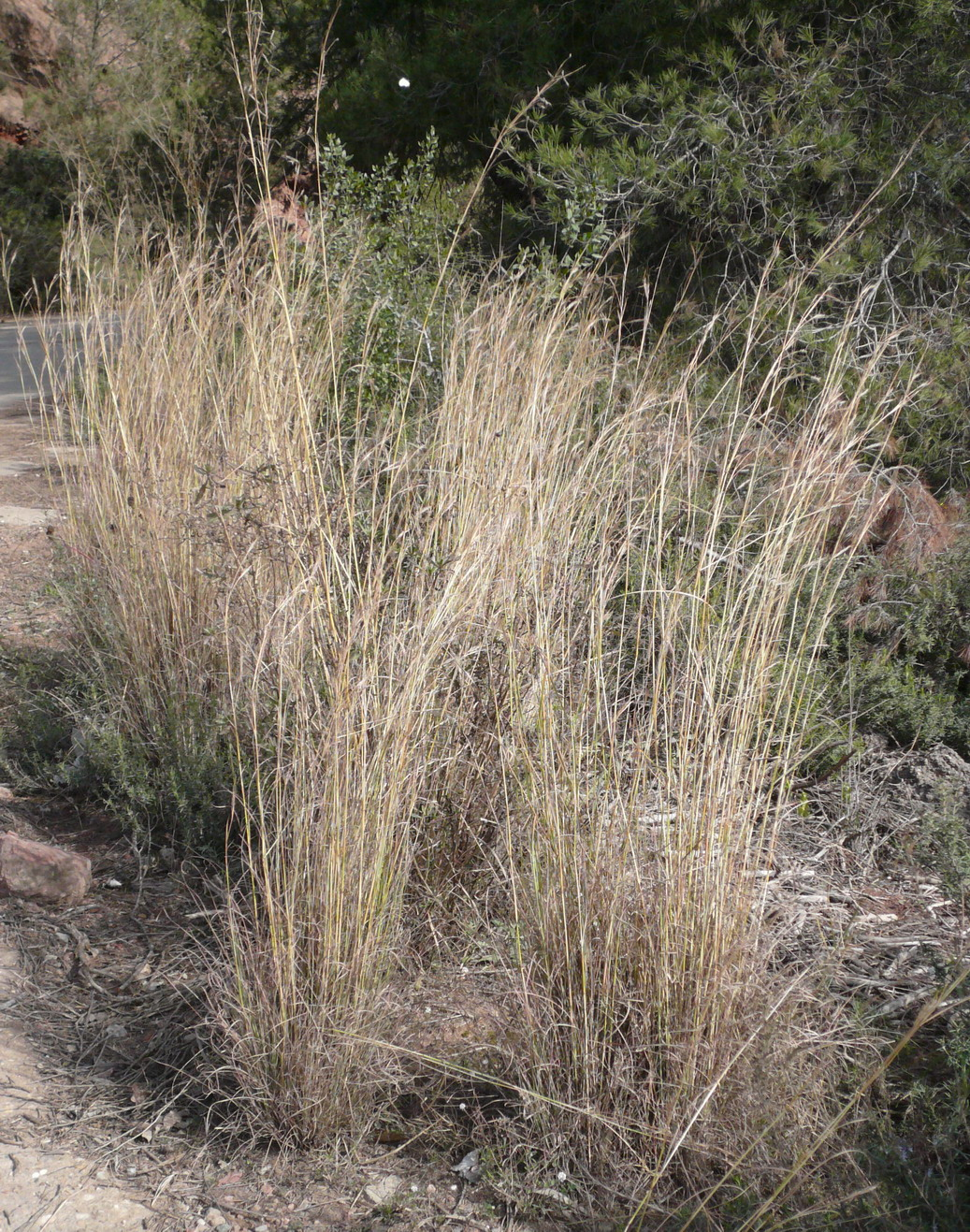
Tribus Andropogoneae: Hyparrhenia hirta

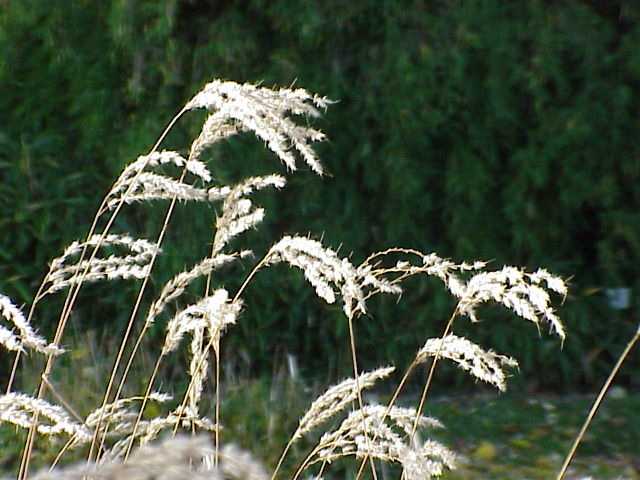
Tribus Andropogoneae: Miscanthus oligostachyus

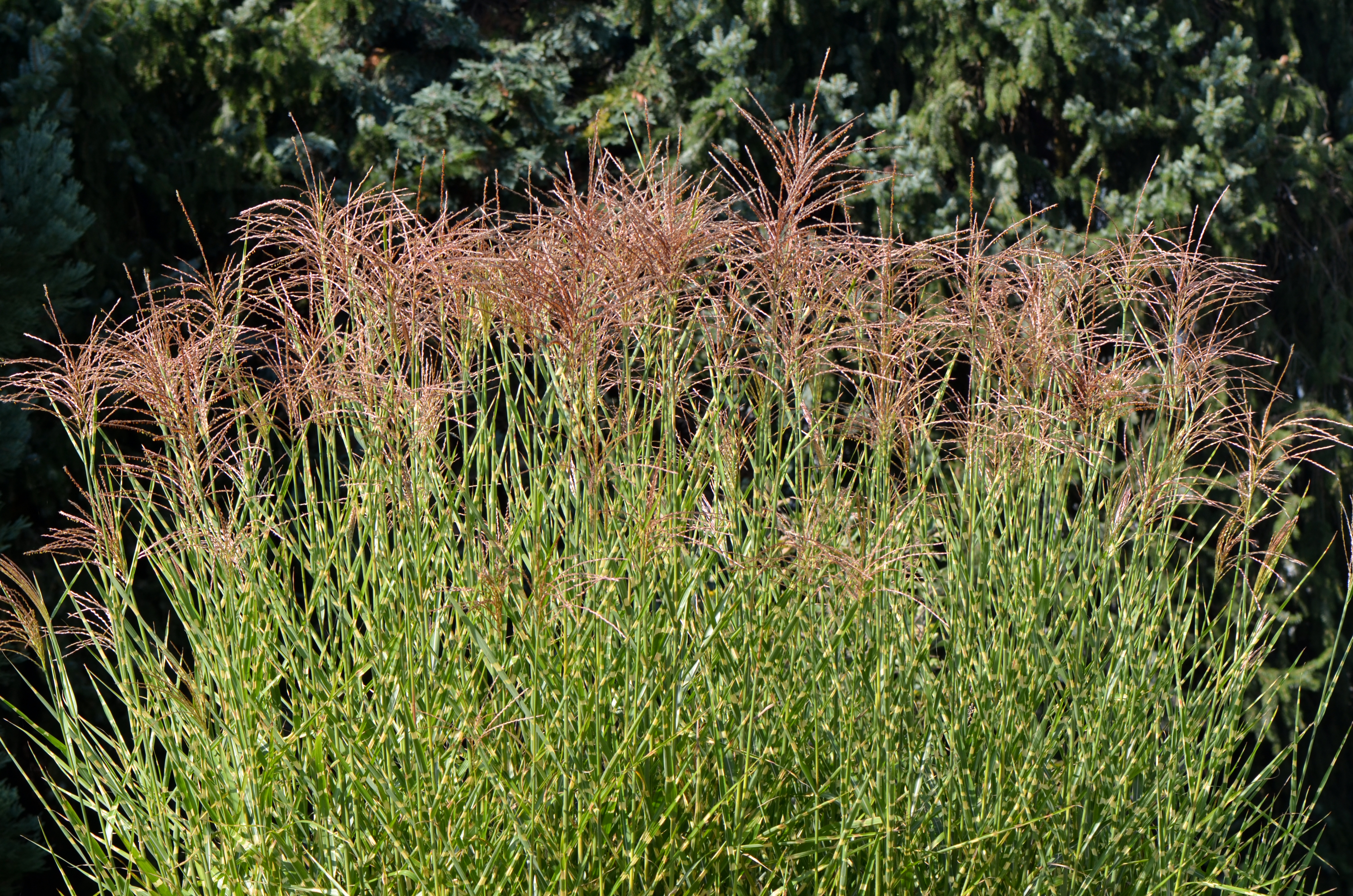
Tribus Andropogoneae: Chinaschilf (Miscanthus sinensis)

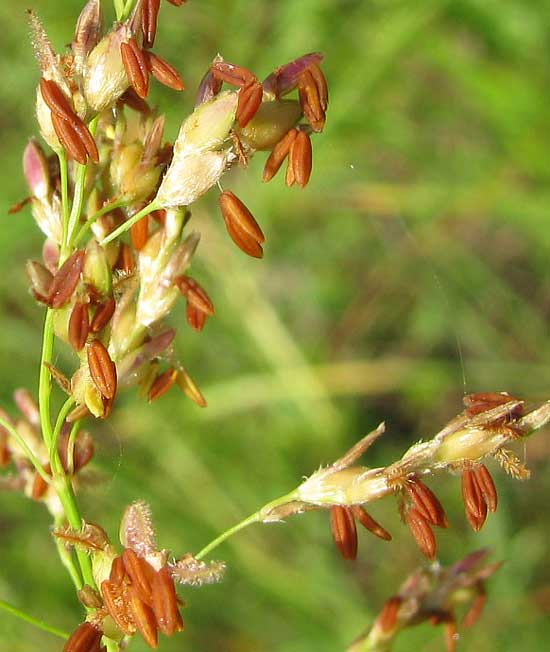
Tribus Andropogoneae: Wilde Sorghumhirse (Sorghum halepense)

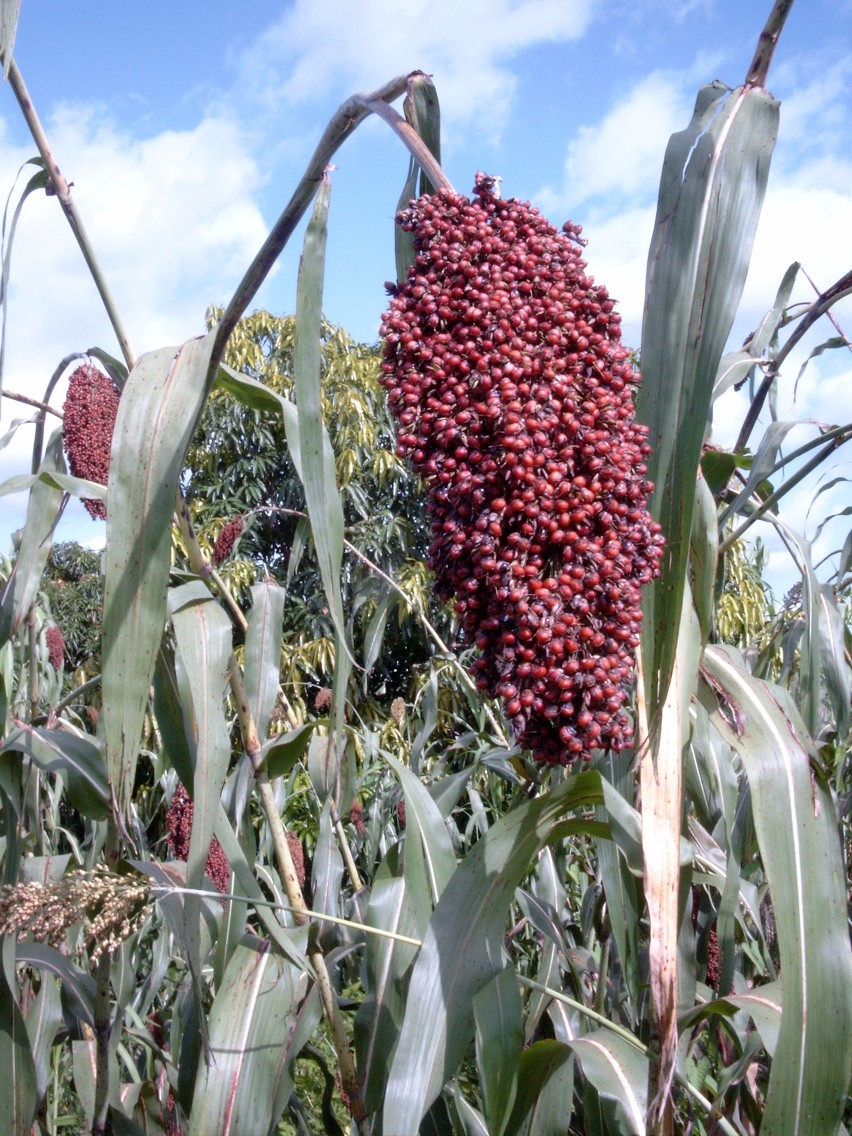
Tribus Andropogoneae: Sorghumhirse (Sorghum bicolor)

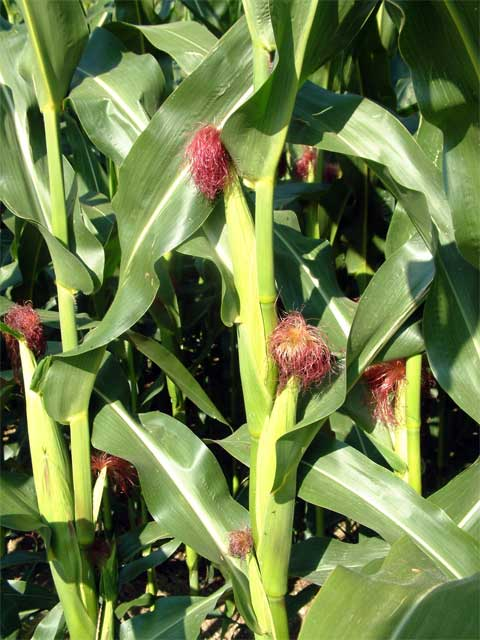
Tribus Andropogoneae: Mais (Zea mays)

  - Agenium Nees: Die nur drei Arten sind von Bolivien bis Argentinien und Paraguay verbreitet.[2]
  - Anadelphia Hack.: Die etwa 14 Arten sind in Afrika verbreitet.[2]
  - Andropogon L.: Die etwa 117 Arten sind in den Tropen und Subtropen weitverbreitet.

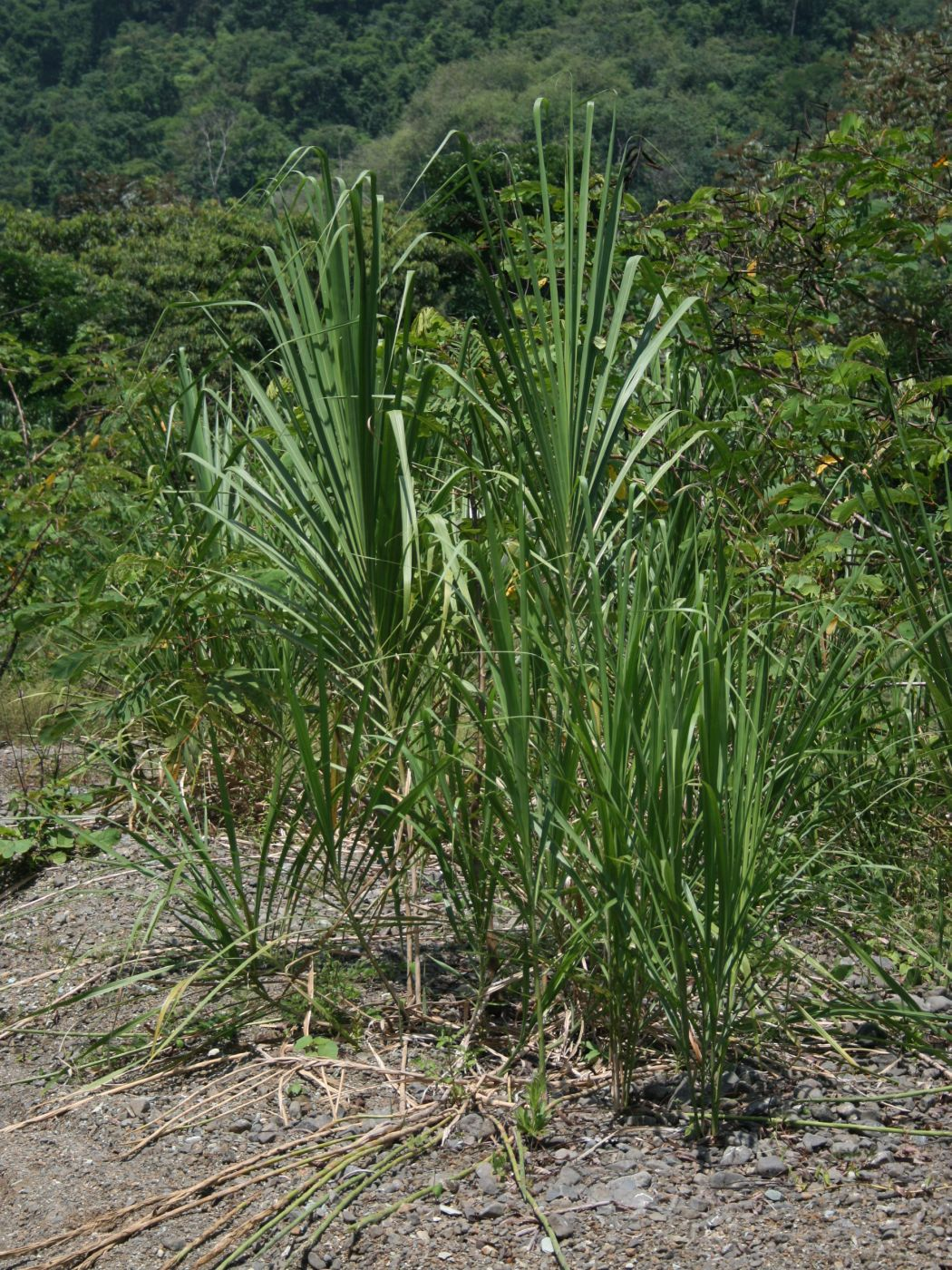
Tribus Gynerieae: Gynerium sagittatum

  - Andropterum Stapf: Sie enthält nur eine Art:
    - Andropterum stolzii (Pilg.) C.E.Hubb.: Sie ist von Tansania bis ins südliche tropische Afrika verbreitet.[2]

  - Apluda L.: Sie enthält nur eine Art:
    - Apluda mutica L.: Sie kommt von Mauritius und Sokotra bis Taiwan und Neukaledonien vor.[2]

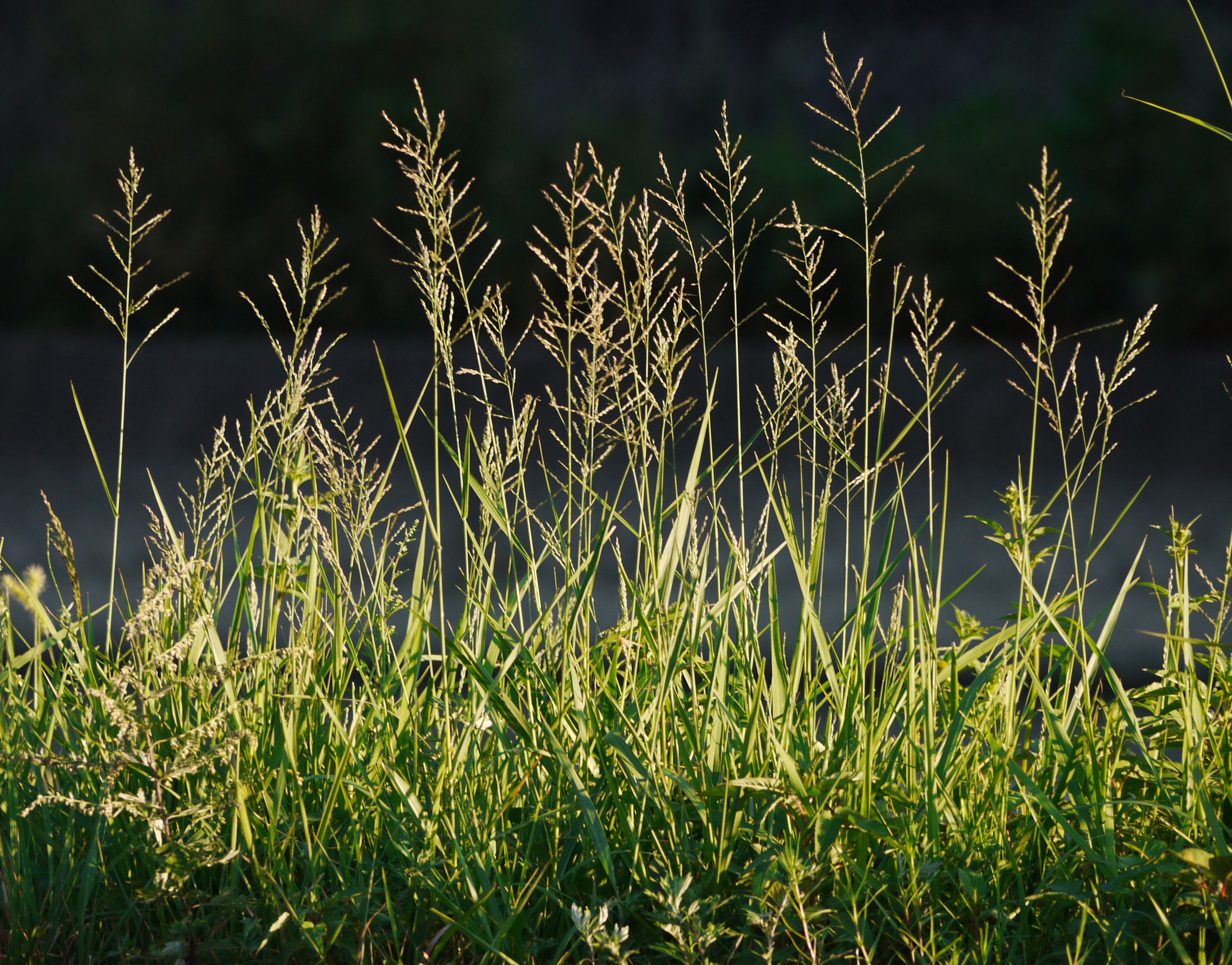
Arundinella hirta

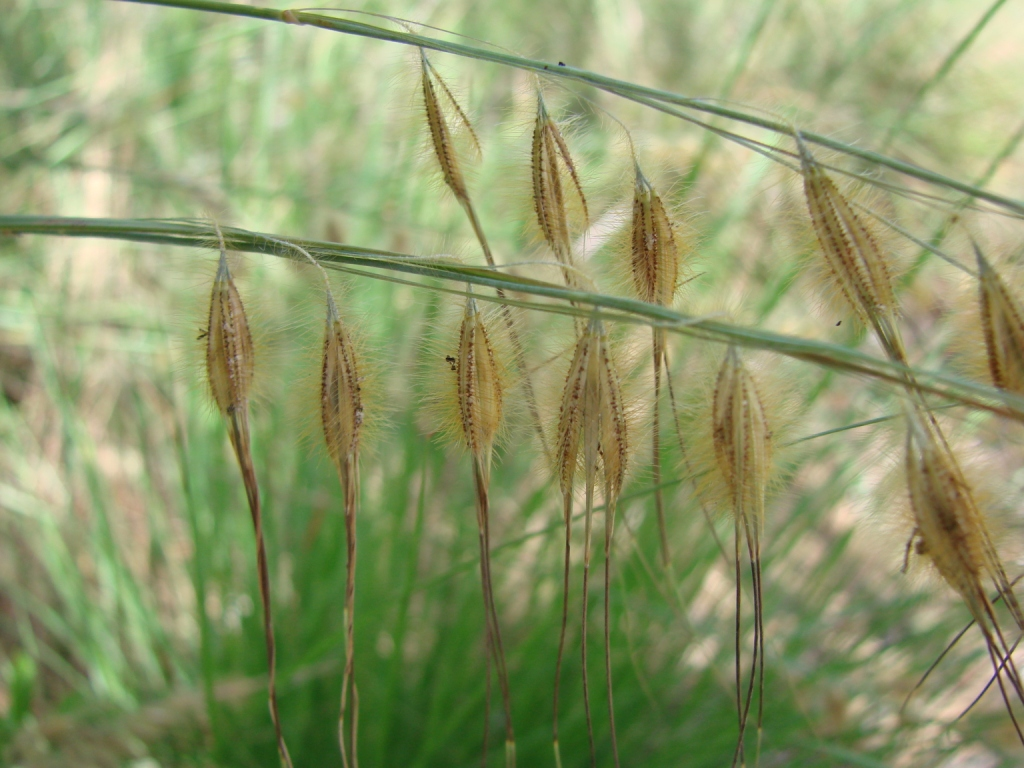
Tribus Arundinelleae: Loudetiopsis chrysothrix

  - Apocopis Nees: Das Verbreitungsgebiet der etwa 16 Arten reicht von Indien bis China und Malesien.[2]
  - Arthraxon P.Beauv.: Die etwa 22 Arten sind in den Tropen und Subtropen der Alten Welt bis nach Zentralasien weitverbreitet.[2]
  - Asthenochloa Buse: Sie enthält nur eine Art:
    - Asthenochloa tenera Buse: Sie kommt auf den Philippinen und von Java bis zum zentralen Malesien vor.[2]

  - Bhidea Stapf ex Bor: Sie enthält nur drei Arten, die in Indien beheimatet sind.[2]
  - Bothriochloa Kuntze: Sie enthält etwa 34 Arten, die Gattung ist kosmopolitisch verbreitet.[2] Zu ihr gehört:
    - Bartgras (Bothriochloa ischaemum (L.) Keng): Es ist in Eurasien und im nordwestlichen Afrika verbreitet.[2]
    - Silber-Bartgras (Bothriochloa saccharoides (Sw.) Rydb.): Sie ist in vier Unterarten von den südlichen Vereinigten Staaten bis ins tropische Südamerika verbreitet.[2]

  - Capillipedium Stapf: Sie umfasst etwa 17 Arten, die in Afrika, im tropischen und subtropischen Asien bis zu den Inseln im Pazifik verbreitet sind.[2]
  - Chasmopodium Stapf: Sie enthält nur zwei Arten, die im tropischen Afrika beheimatet sind.[2]
  - Chionachne R.Br.: Die etwa neun Arten sind im tropischen Asien bis Hainan und im nördlichen Australien verbreitet.[2]
  - Chrysopogon Trin.: Die etwa 48 Arten sind in den Tropen bis Subtropen der Alten Welt, auf pazifischen Inseln und in Nordamerika und in der Karibik weitverbreitet.[2] Hierher gehört auch:
    - Goldbart (Chrysopogon gryllus (L.) Trin.): Er kommt von Frankreich, Italien, der Schweiz und Österreich bis Yunnan vor.[2]

  - Clausospicula Lazarides: Sie enthält nur eine Art:
    - Clausospicula extensa Lazarides: Sie kommt im nördlichen Australien vor.[2]

  - Cleistachne Benth.: Sie enthält nur eine Art:
    - Cleistachne sorghoides Benth.: Sie kommt von Äthiopien bis ins südliche Afrika, auf der südlichen Arabischen Halbinsel und in Indien vor.[2]

  - Coix L.: Die nur drei Arten sind in Asien von Indien und Malesien bis Taiwan und im nördlichen Queensland weitverbreitet.[2] Hierher gehört auch mit vier Varietäten:
    - Hiobsträne (Coix lacryma-jobi L.): Sie ist von Indien bis Taiwan und Malesien weitverbreitet.[2]

  - Zitronengräser (Cymbopogon Spreng.): Die etwa 53 Arten sind in den Tropen bis Subtropen der Alten Welt weitverbreitet.[2]
  - Dichanthium Willemet: Die etwa 20 Arten sind in den Tropen bis Subtropen der Alten Welt weitverbreitet.[2]
  - Diheteropogon (Hack.) Stapf: Die vier Arten sind in Afrika und Madagaskar verbreitet.[2]
  - Dimeria R.Br.: Die etwa 60 Arten sind in Asien, auf der Arabischen Halbinsel, auf Madagaskar, in Australien und auf Inseln im westlichen Pazifik weitverbreitet.[2]
  - Elionurus Humb. & Bonpl. ex Willd.: Die etwa 15 Arten sind von Afrika bis Indien, Papuasien bis Australien und in der Neotropis weitverbreitet.[2]
  - Elymandra Stapf: Die etwa sechs Arten sind im südöstlichen Brasilien und vom tropischen bis ins südliche Afrika verbreitet.[2]
  - Eremochloa Buse: Die etwa 13 Arten sind vom tropischen bis subtropischen Asien und in Queensland verbreitet.[2]
  - Eriochrysis P.Beauv. (Syn.: Leptosaccharum (Hack.) A.Camus): Die etwa zehn Arten sind von Afrika bis Indien und in der Neotropis verbreitet.[2]
  - Euclasta Franch. (Syn.: Indochloa Bor): Die etwa zwei Arten vom tropischen Afrika bis Myanmar und von Mexiko bis ins tropische Südamerika verbreitet.[2]
  - Eulalia Kunth: Das Verbreitungsgebiet der etwa 31 Arten reicht von Äthiopien bis zum südlichen Afrika, vom tropischen und subtropischen Asien bis Australien und zu Inseln im westlichen Indischen Ozean.[2]
  - Eulaliopsis Honda: Das Verbreitungsgebiet der zwei Arten reicht von Afghanistan bis Taiwan.[2]
  - Exotheca Andersson: Sie enthält nur eine Art:
    - Exotheca abyssinica (Hochst. ex A.Rich.) Andersson: Sie kommt in Indochina und von Eritrea bis zum tropischen südlichen Afrika vor.[2]

  - Germainia Balansa & Poitrass.: Die etwa neun Arten sind vom tropischen bis subtropischen Asien und im nördlichen Australien verbreitet.[2]
  - Glyphochloa Clayton: Die etwa elf Arten sind in Indien verbreitet.[2]
  - Hemarthria R.Br.: Das Verbreitungsgebiet der etwa 12 Arten reicht von den Tropen und Subtropen der Alten Welt bis zum westlichen Australien.[2]
  - Hemisorghum C.E.Hubb. ex Bor: Das Verbreitungsgebiet der zwei Arten umfasst Indien, Sri Lanka und Indochina.[2]
  - Heteropogon Pers.: Das Verbreitungsgebiet der etwa fünf Arten reicht von Süd- und Mitteleuropa bis zu den Tropen und Subtropen.[2]
  - Homozeugos Stapf: Das Verbreitungsgebiet der etwa fünf Arten umfasst Tansania, Angola, Malawi und Sambia.[2]
  - Hyparrhenia Andersson ex E. Fourn.: Das Verbreitungsgebiet der etwa 56 Arten umfasst die ganzen Tropen und Subtropen.[2]
  - Hyperthelia Clayton: Das Verbreitungsgebiet der sechs Arten umfasst das tropische und südliche Afrika sowie Madagaskar.[2]
  - Imperata Cirillo: Das Verbreitungsgebiet der etwa 11 Arten umfasst die Tropen und Subtropen.[2]
  - Ischaemum L. (Syn.: Digastrium (Hack.) A.Camus): Die etwa 85 Arten sind in den Tropen und Subtropen weit verbreitet.[2]
  - Iseilema Andersson: Das Verbreitungsgebiet der etwa 24 Arten reicht vom tropischen Asien bis Australien.[2]
  - Kerriochloa C.E.Hubb.: Sie enthält nur eine Art:
    - Kerriochloa siamensis C.E.Hubb.: Sie kommt in Thailand und in Vietnam vor.[2]

  - Lasiurus Boiss.: Sie enthält nur eine Art:
    - Lasiurus scindicus Henrard: Sie kommt von der Sahara bis ins nordwestliche Indien vor.[2]

  - Lophopogon Hack.: Die Heimat der nur zwei Arten ist Indien.[2]
  - Loxodera Launert: Das Verbreitungsgebiet der fünf Arten ist das tropische Afrika.[2]
  - Manisuris L.: Sie enthält nur eine Art:
    - Manisuris myurus L.: Sie kommt in Indien vor.[2]

  - Microstegium Nees: Das Verbreitungsgebiet der etwa 25 Arten reicht von Uganda bis zum südlichen Afrika, dem tropischen und subtropischen Asien bis zu den Inseln im Pazifik.[2]
  - Miscanthus Andersson: Das Verbreitungsgebiet der etwa 15 Arten reicht von Uganda bis zum südlichen Afrika, vom tropischen Asien bis Ostasien und bis zu den Inseln im Pazifik.[2]
  - Mnesithea Kunth: Das Verbreitungsgebiet der etwa sechs Arten reicht vom tropischen und subtropischen  Asien bis zu den Inseln im nordwestlichen Pazifik und bis Australien.[2]
  - Monocymbium Stapf: Das Verbreitungsgebiet der drei Arten umfasst das tropische und südliche Afrika.[2]
  - Ophiuros C.F.Gaertn.: Das Verbreitungsgebiet der vier Arten umfasst das nordöstliche tropische Afrika und reicht von den Tropen und Subtropen Asiens bis zum nördlichen Australien.[2]
  - Oxyrhachis Pilg.: Sie enthält nur eine Art:
    - Oxyrhachis gracillima (Baker) C.E.Hubb.: Sie kommt in Sierre Leone, von Nigeria bis Kamerun, von Tansania bis in südliche Afrika und in Madagaskar vor.[2]

  - Parahyparrhenia A.Camus: Das Verbreitungsgebiet der sechs Arten reicht vom tropischen Westafrika bis zur Sahara und dem Sudan und umfasst Indien und Indochina.[2]
  - Phacelurus Griseb.: Das Verbreitungsgebiet der etwa zehn Arten umfasst das tropische und südliche Afrika und reicht von Südosteuropa bis Indochina und Japan.[2]
  - Pogonachne Bor: Sie enthält nur eine Art:
    - Pogonachne racemosa Bor: Sie kommt in Indien vor.[2]

  - Pogonatherum P.Beauv.: Die etwa vier Arten kommen in Madagaskar, auf der Arabischen Halbinsel, von Afghanistan bis Japan und bis zum tropischen Asien und auf den Marianen vor.[2] Darunter die Art:
    - Zimmerbambus (Pogonatherum paniceum (Lam.) Hack.)

  - Polliniopsis Hayata: Sie enthält nur eine Art. Diese wird auch als Microstegium somae (Hayata) Ohwi zu Microstegium gestellt wird. Sie kommt in Anhui, in Fujian und von den Nansei-Inseln bis Taiwan vor.[2]
  - Polytoca R.Br. (Syn.: Cyathorhachis Nees ex Steud.): Die nur zwei Arten sind von Assam bis zum südlichen China verbreitet und eine davon kommt auch in Neuguinea vor.[2]
  - Polytrias Hack.: Sie enthält nur eine Art:
    - Polytrias indica (Houtt.) Veldkamp: Sie kommt vom tropischen Westafrika bis Kamerun, auf den Seychellen und vom tropischen und subtropischen Asien bis zu den Inseln des westlichen Pazifik vor.[2]

  - Pseudanthistiria (Hack.) Hook. f.: Das Verbreitungsgebiet der drei Arten reicht von Indien und Sri Lanka bis Thailand und Myanmar.[2]
  - Pseudodichanthium Bor: Sie enthält nur eine Art:
    - Pseudodichanthium serrafalcoides (Cooke & Stapf) Bor: Sie kommt in Oman und in Indien vor.[2]

  - Pseudopogonatherum A.Camus: Die etwa sieben Arten kommen vom tropischen und subtropischen Asien bis zum nördlichen Australien vor.[2]
  - Pseudosorghum A.Camus: Die zwei Arten sind vom tropischen Asien bis China verbreitet.[2]
  - Rhytachne Desv.: Die etwa zwölf Arten sind im tropischen und südlichen Afrika, auf Madagaskar und vom südlichen Mexiko bis zum tropischen Südamerika weitverbreitet.[2]
  - Rottboellia L. f.: Das Verbreitungsgebiet der etwa sechs Arten umfasst die Tropen und Subtropen der Alten Welt.[2]
  - Rubimons B.S.Sun, die aber vielleicht zu Miscanthus  zu stellen ist: Sie enthält nur eine Art:
    - Rubimons paniculatus B.S.Sun: Sie kommt im südlich-zentralen China vor.[2]

  - Saccharum L. (Syn.: Erianthus Michx.): Sie enthält etwa 34 Arten, die in den zentralen und östlichen USA und von Zentral- und Ostasien bis in die Tropen und Subtropen vorkommen.[2] Darunter:
    - Saccharum longesetosum (Andersson) V.Naray. ex Bor (Syn.: Erianthus longisetosus Andersson): Sie ist im tropischen Asien und in China weitverbreitet.
    - Zuckerrohr (Saccharum officinarum L.)
    - Ravennagras (Saccharum ravennae (L.) L.)

  - Schizachyrium Nees: Die etwa 61 Arten sind in Afrika, im tropischen sowie subtropischen Asien bis zu den Inseln im westlichen Indischen Ozean und im westlichen Pazifik und in der Neotropis weitverbreitet.[2]
  - Sclerachne R.Br. (die drei Arten werden z. T. zu Polytoca R. Br., z. T. zu Limnodea L.H.Dewey gestellt)
  - Sclerostachya (Hack.) A.Camus (die etwa fünf Arten werden z. T. zu Miscanthus Andersson, z. T. zu Saccharum L. gestellt)
  - Sehima Forssk.: Die etwa fünf Arten sind vom tropischen und subtropischen Afrika bis Asien verbreitet.[2]
  - Sorghastrum Nash: Die etwa 20 Arten in der Neuen Welt und vom tropischen bis ins südliche Afrika weitverbreitet.[2]
  - Sorghumhirsen (Sorghum Moench): Das Verbreitungsgebiet der etwa 20 Arten umfasst Afrika und reicht vom Kaukasusraum bis Zentralasien und von Mexiko bis Zentralamerika.[2]
  - Spathia Ewart: Sie enthält nur eine Art:
    - Spathia neurosa Ewart & Archer: Sie kommt im nordwestlichen, nördlichen und nördlich-zentralen Australien vor.[2]

  - Spodiopogon Trin.: Die etwa 15 Arten sind Asien verbreitet.[2]
  - Thaumastochloa C.E.Hubb.: Die etwa acht Arten sind von Maluku bis ins nördliche Australien verbreitet.[2]
  - Thelepogon Roth ex Roem. & Schult.: Das Verbreitungsgebiet der etwa zwei Arten reicht von Namibia bis zum tropischen Afrika, von Indien bis Indochina und vom südlichen Malesien bis ins nordöstliche Australien.[2]
  - Themeda Forssk.: Die etwa 27 Arten sind in der Paläotropis weitverbreitet.[2]
  - Trachypogon Nees: Die etwa vier Arten sind in der Neotropis und vom tropischen bis zum südlichen Afrika sowie Madagaskar weitverbreitet.[2]
  - Trilobachne Schenck ex Henrard: Sie enthält nur eine Art:
    - Trilobachne cookei (Stapf) Schenck ex Henrard: Sie kommt in Indien und Myanmar vor.[2]

  - Triplopogon Bor: Sie enthält nur eine Art:
    - Triplopogon ramosissimus (Hack.) Bor: Sie kommt in Indien vor.[2]

  - Tripsacum L.: Die etwa 14 Arten sind in der Neuen Welt weitverbreitet.[2]
  - Urelytrum Hack.: Die etwa acht Arten sind vom tropischen bis zum südlichen Afrika und Madagaskar verbreitet.[2]
  - Vossia Wall. & Griff.: Sie enthält nur eine Art:
    - Vossia cuspidata (Roxb.) Griff.: Sie kommt in Afrika und in Assam, Bangladesch, Myanmar, Thailand und Vietnam vor.[2]

  - Zea L.: Sie enthält etwa sechs Arten, die ursprünglich von Mexiko bis Nicaragua vorkommen.[2]

- Tribus Arundinelleae[4]
  - Arundinella Raddi: Das Verbreitungsgebiet der etwa 47 Arten umfasst die Tropen und Subtropen und reicht bis zu den gemäßigten Zonen Asiens.[2]
  - Chandrasekharania V.J.Nair, V.S.Ramach. & Sreek.: Sie enthält nur eine Art:
    - Chandrasekharania keralensis V.J.Nair, V.S.Ramach. & Sreek.: Sie kommt im indischen Bundesstaat Kerala vor.[2]

  - Danthoniopsis Stapf: Die etwa 16 Arten kommen von Afrika und den Arabischen Halbinsel bis Pakistan vor.[2]
  - Dilophotriche (C.E.Hubb.) Jacq.-Fél.: Die etwa drei Arten sind im tropischen Westafrika verbreitet.[2]
  - Garnotia Brongn.: Die etwa 30 Arten kommen von Aldabra bis zu den Seychellen, auf der südlichen Arabischen Halbinsel und vom tropischen und subtropischen Asien bis zu den Inseln im Pazifik vor.[2]
  - Gilgiochloa Pilg.: Sie enthält nur eine Art:
    - Gilgiochloa indurata Pilg.: Sie kommt von Ruanda bis ins südliche tropische Afrika vor.[2]

  - Jansenella Bor: Sie enthält nur eine Art:
    - Jansenella griffithiana (C.Muell.) Bor: Sie kommt vom Indischen Subkontinent bis Myanmar vor.[2]

  - Loudetia Hochst. ex Steud.: Die etwa 25 Arten kommen im tropischen und südlichen Afrika, in Madagaskar, auf der südlichen Arabischen Halbinsel und von Bolivien bis Brasilien und Paraguay vor.[2]
  - Loudetiopsis Conert: Die etwa elf Arten kommen vom tropischen Westafrika bis zum Tschad und von Bolivien bis Brasilien und Paraguay vor.[2]
  - Trichopteryx Nees: Die etwa fünf Arten sind vom tropischen bis zum südlichen Afrika und in Madagaskar verbreitet.[2]
  - Tristachya Nees: Die etwa 22 Arten sind vom tropischen bis ins südliche Afrika sowie Madagaskar und von Mexiko über Zentralamerika bis Brasilien sowie Paraguay weitverbreitet.[2]
  - Zonotriche (C.E.Hubb.) J.B.Phipps: Die drei Arten sind von Tansania bis zum tropischen südlichen Afrika verbreitet.[2]

- Tribus Gynerieae Sánchez-Ken & L.G.Clark:
  - Gynerium Willd. ex P.Beauv.: Sie enthält nur eine Art:
    - Gynerium sagittatum (Aubl.) P.Beauv.: Sie kommt von Mexiko bis ins tropische Amerika vor.[2]

- Tribus Hubbardieae:
  - Hubbardia Bor: Sie enthält nur zwei Arten:
    - Hubbardia diandra Chandore, Gosavi & S.R.Yadav: Sie kommt in Indien im südlichen Maharashtra und im nordwestlichen Karnataka vor.[2]
    - Hubbardia heptaneuron Bor: Sie kam an Wasserfällen in Indien vor und ist heute ausgestorben.[2]

- Tribus Isachneae:[5]
  - Coelachne R.Br.: Die etwa elf Arten kommen im tropischen Afrika, in Madagaskar und vom tropischen und subtropischen Asien bis zum nördlichen Australien vor.[2]
  - Heteranthoecia Stapf: Sie enthält nur eine Art:
    - Heteranthoecia guineensis (Franch.) Robyns: Sie ist im tropischen Afrika verbreitet.[2]

  - Isachne R.Br.: Die etwa 99 Arten kommen in den Tropen und Subtropen vor.[2]
  - Limnopoa C.E.Hubb.: Sie enthält nur eine Art:
    - Limnopoa meeboldii (C.E.C.Fisch.) C.E.Hubb.: Sie kommt im südwestlichen Indien vor.[2]

  - Sphaerocaryum Nees ex Hook. f.: Sie enthält nur eine Art:
    - Sphaerocaryum malaccense (Trin.) Pilg.: Sie kommt von Sri Lanka bis ins südliche China und auf den Philippinen vor.[2]

- Tribus Paniceae R.Br. in Flinders[6]
  - Achlaena Griseb.: Mit nur einer Art:

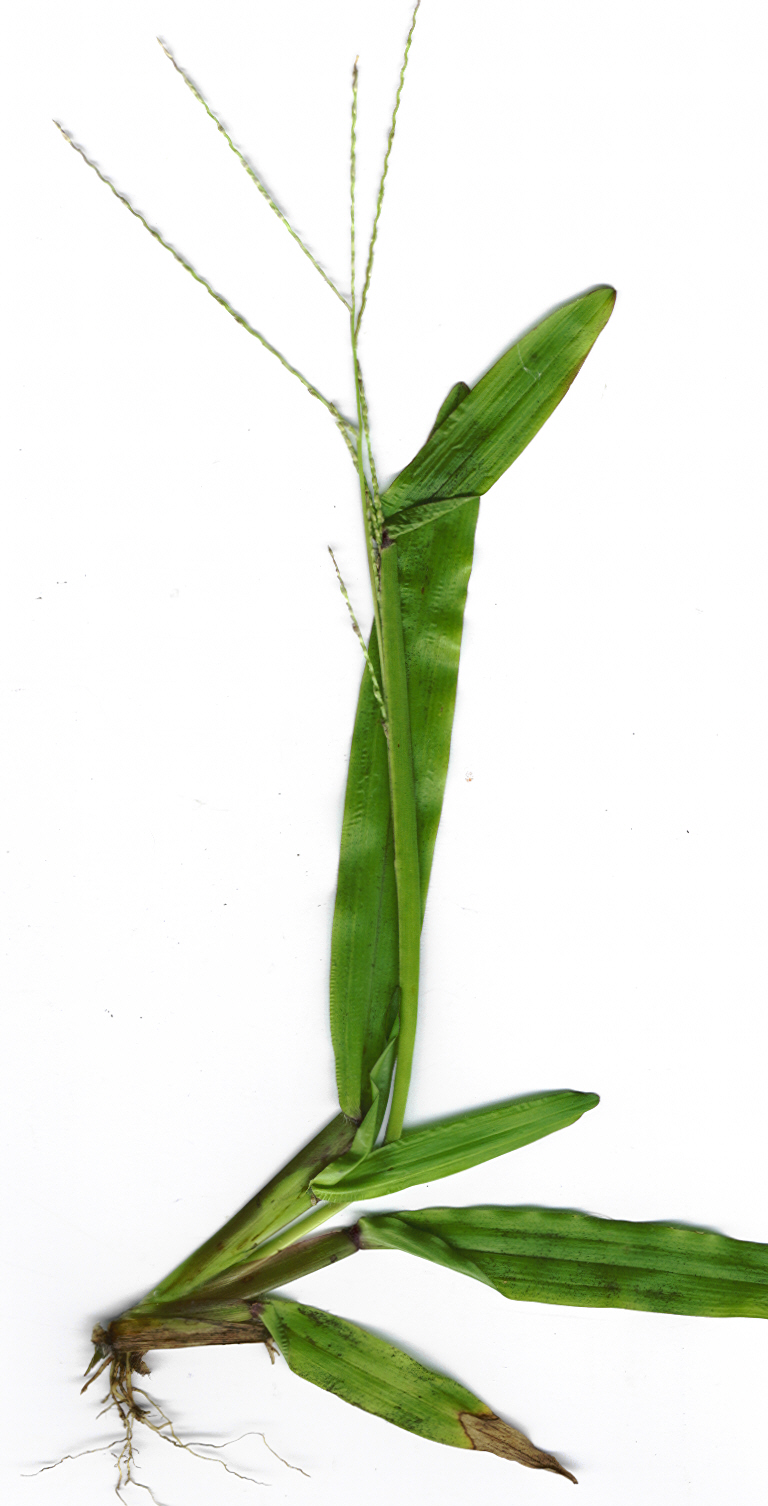
Tribus Paniceae: Axonopus compressus

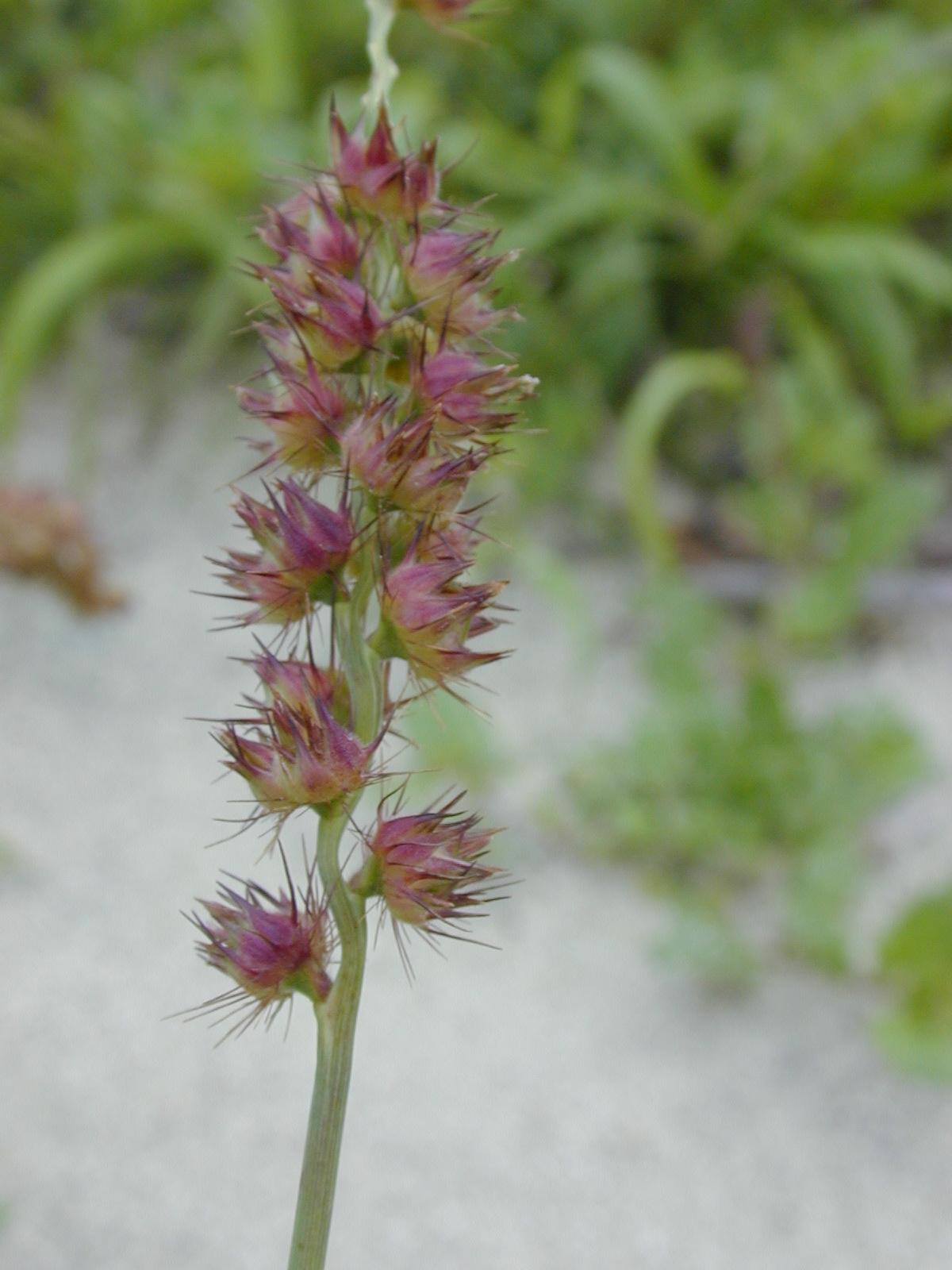
Tribus Paniceae: Cenchrus echinatus

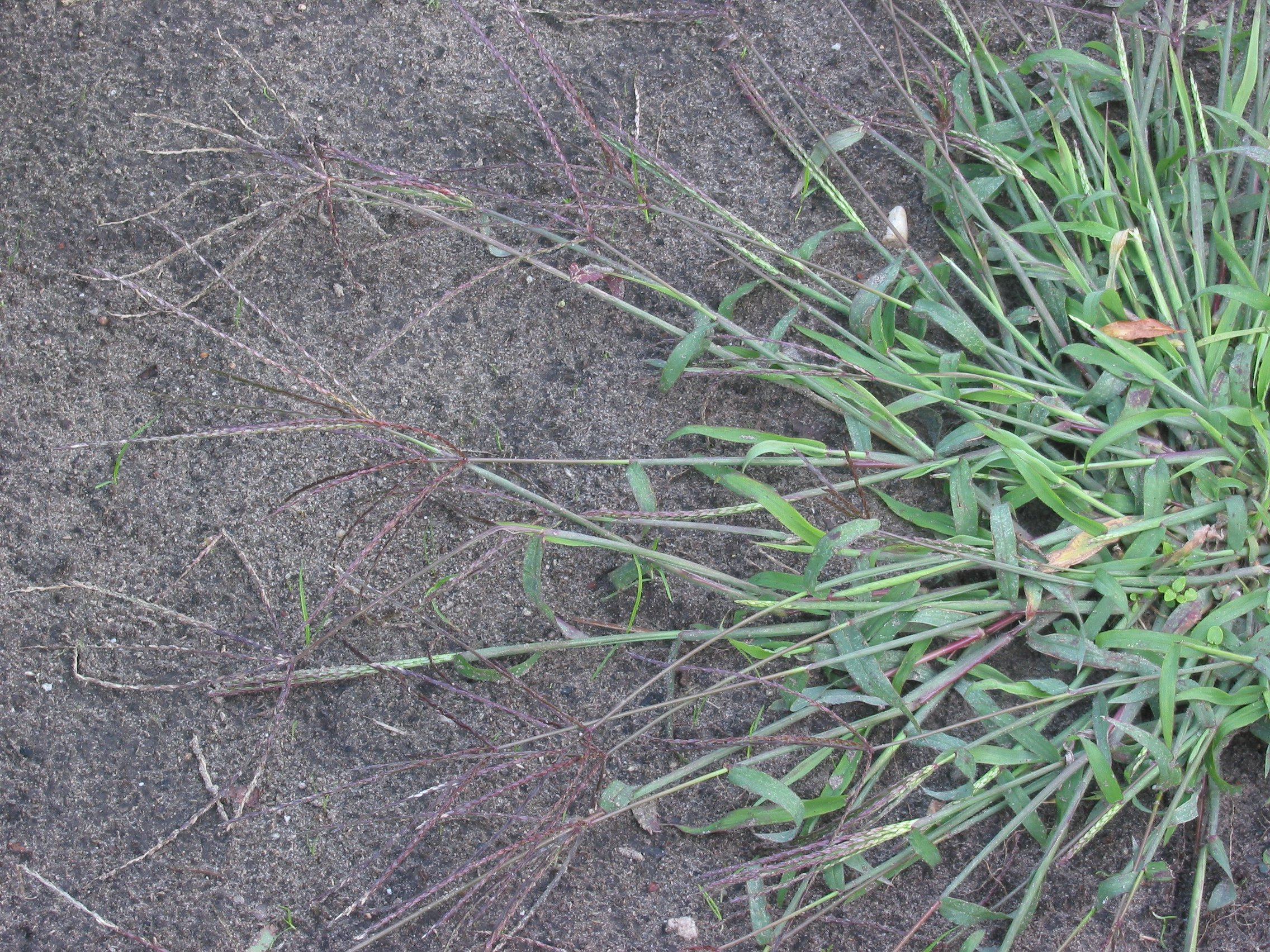
Tribus Paniceae: Blutrote Fingerhirse (Digitaria sanguinalis)

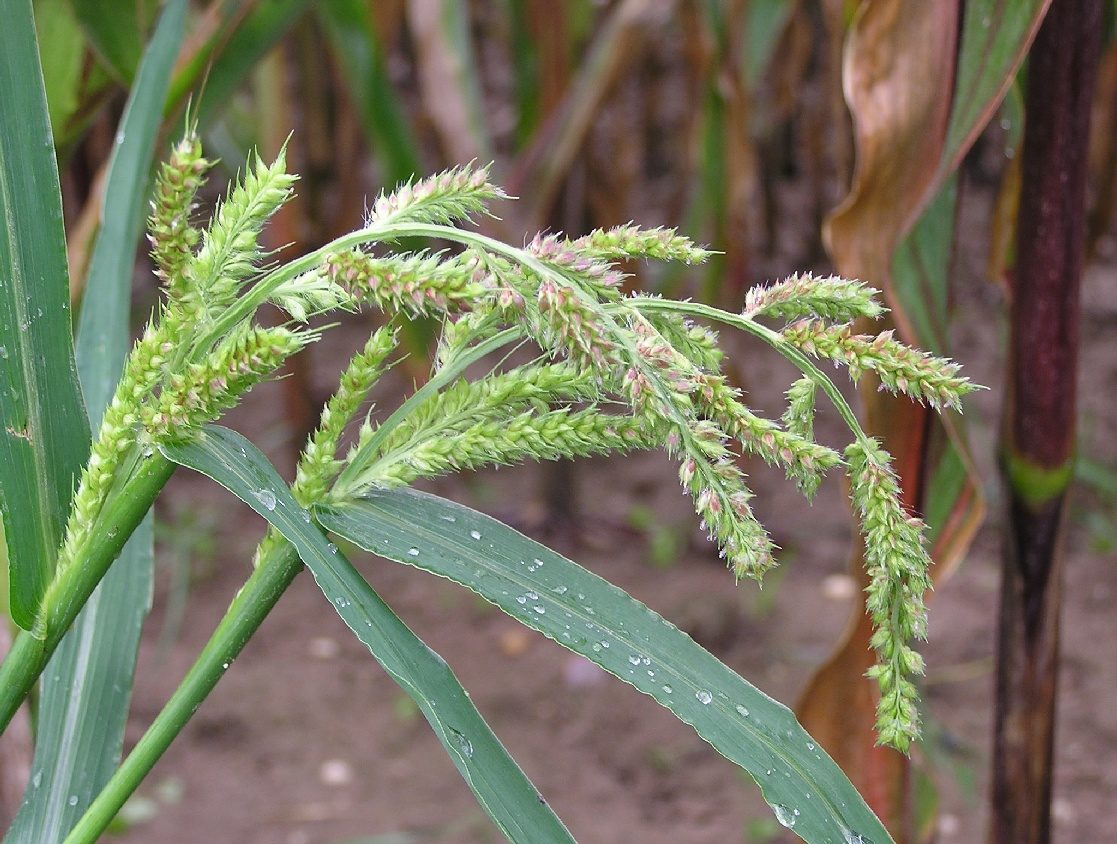
Tribus Paniceae: Echte Hühnerhirse (Echinochloa crus-galli)

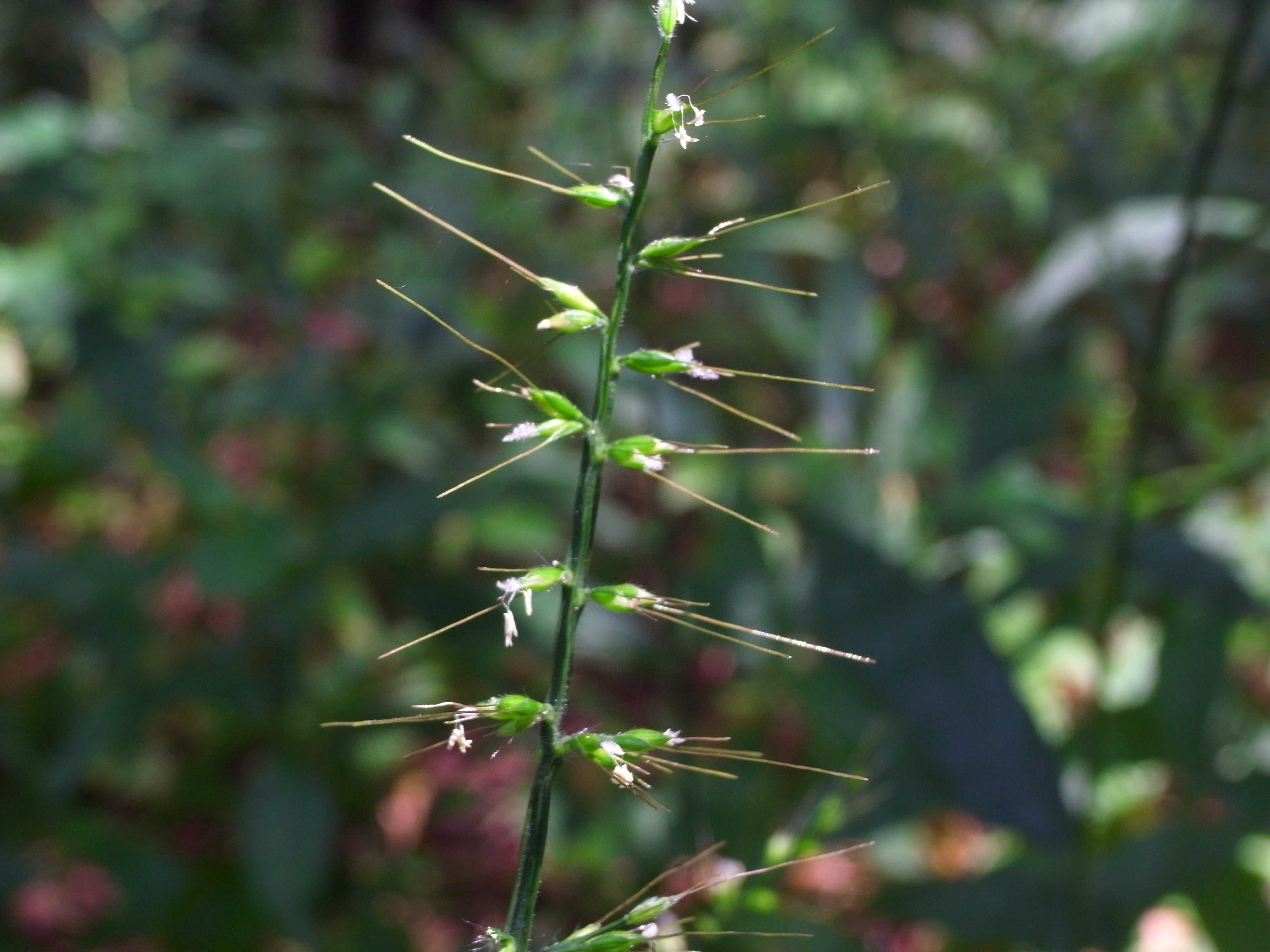
Tribus Paniceae: Welligblättrige Grannenhirse (Oplismenus undulatifolius)

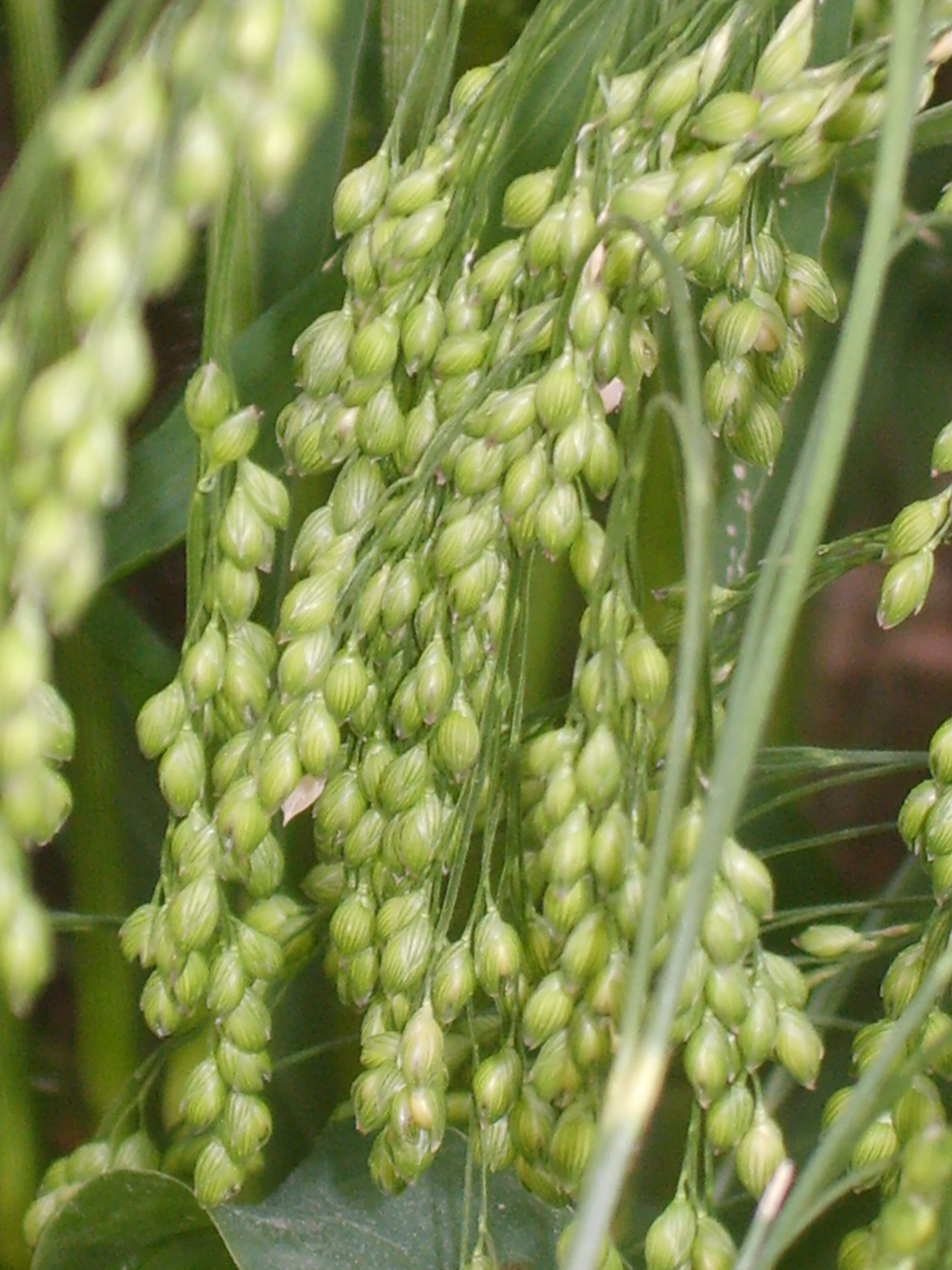
Tribus Paniceae: Echte Hirse (Panicum miliaceum)

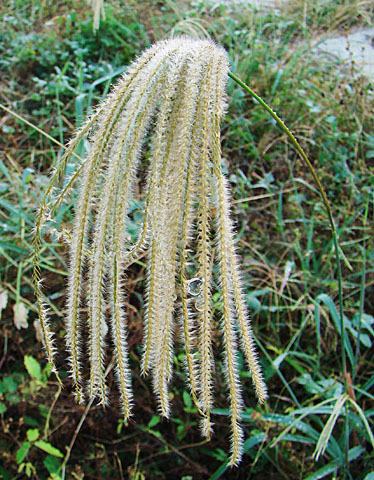
Tribus Paniceae: Paspalum saccharoides

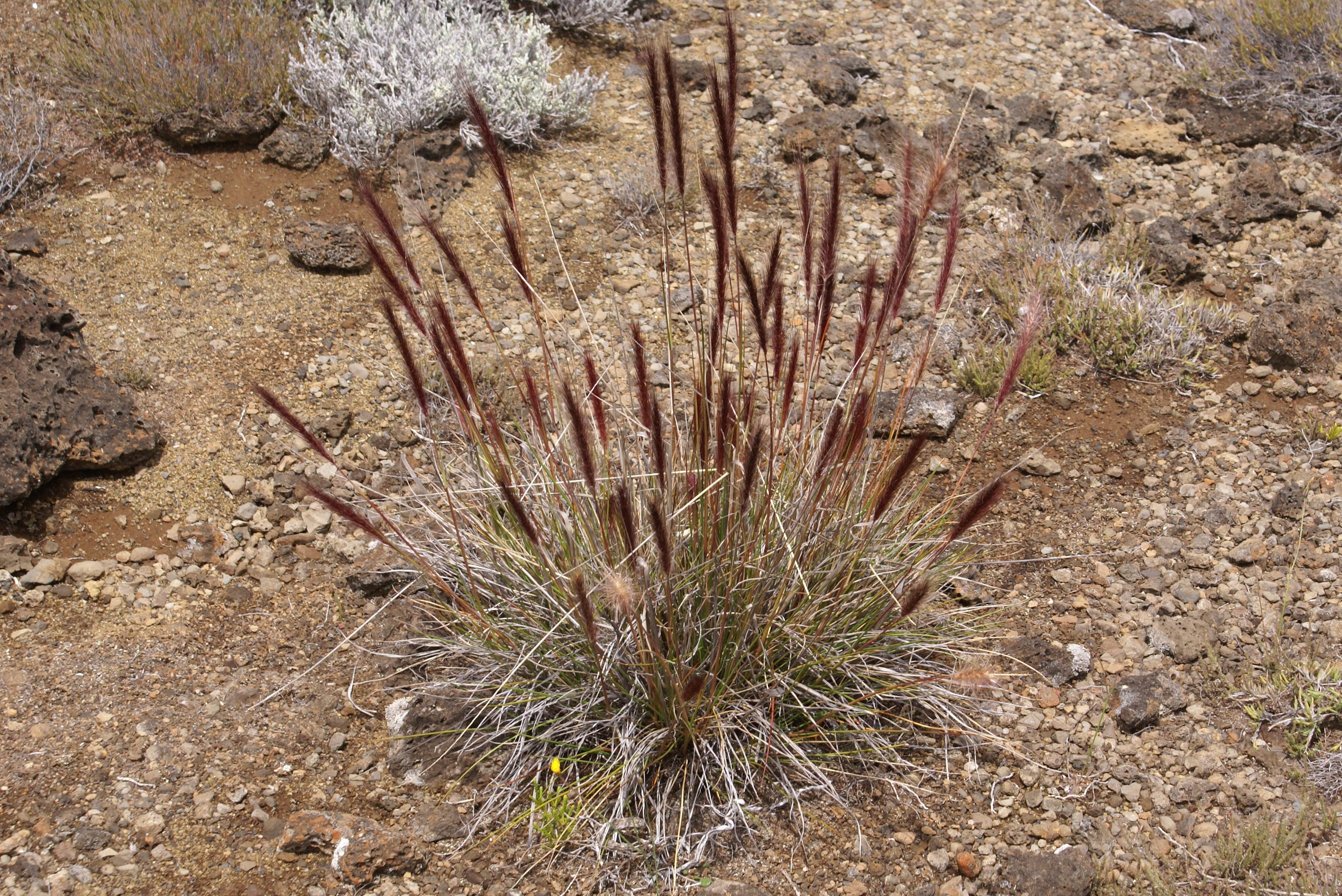
Tribus Paniceae: Pennisetum caffrum

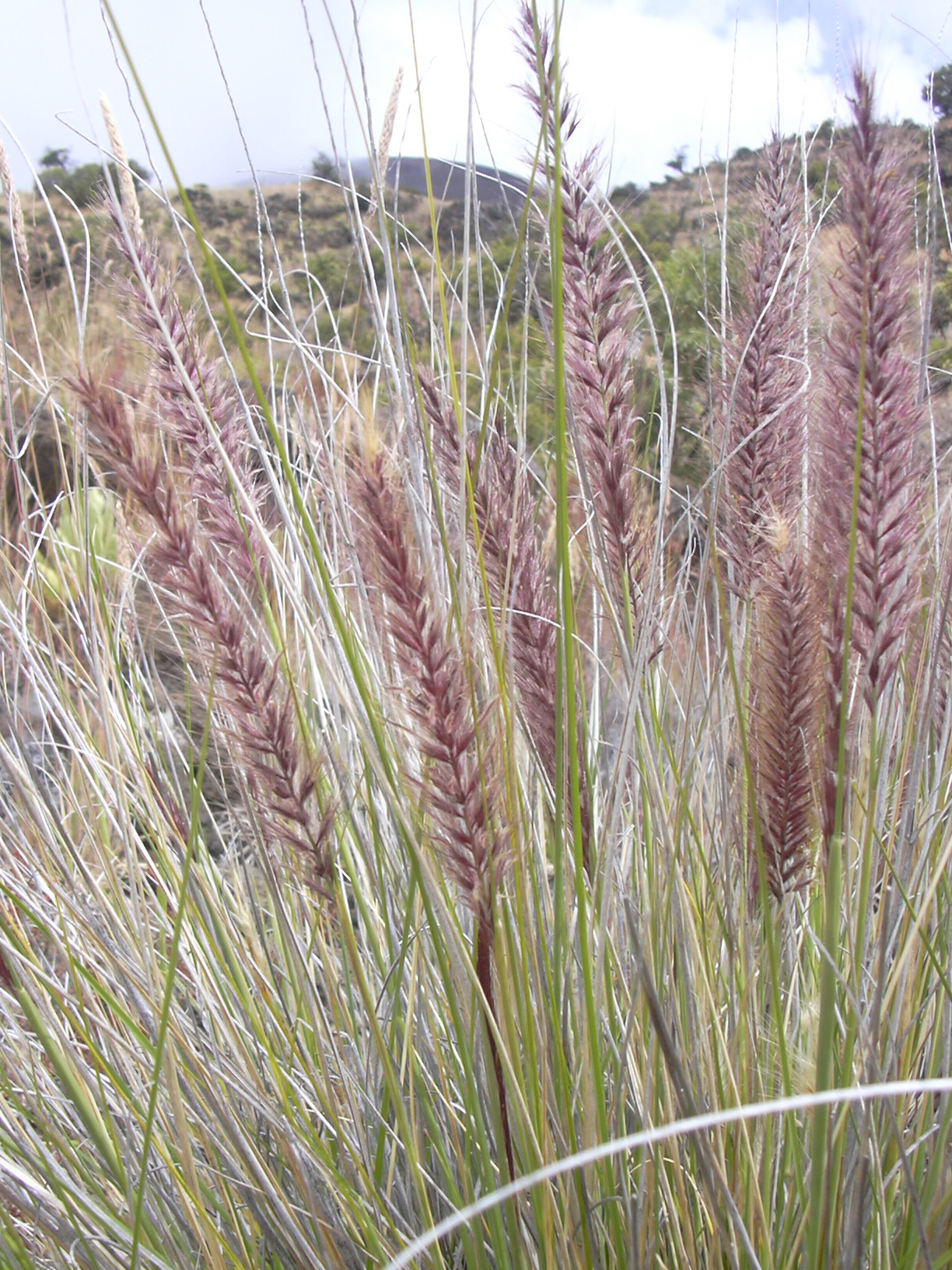
Tribus Paniceae: Pennisetum setaceum

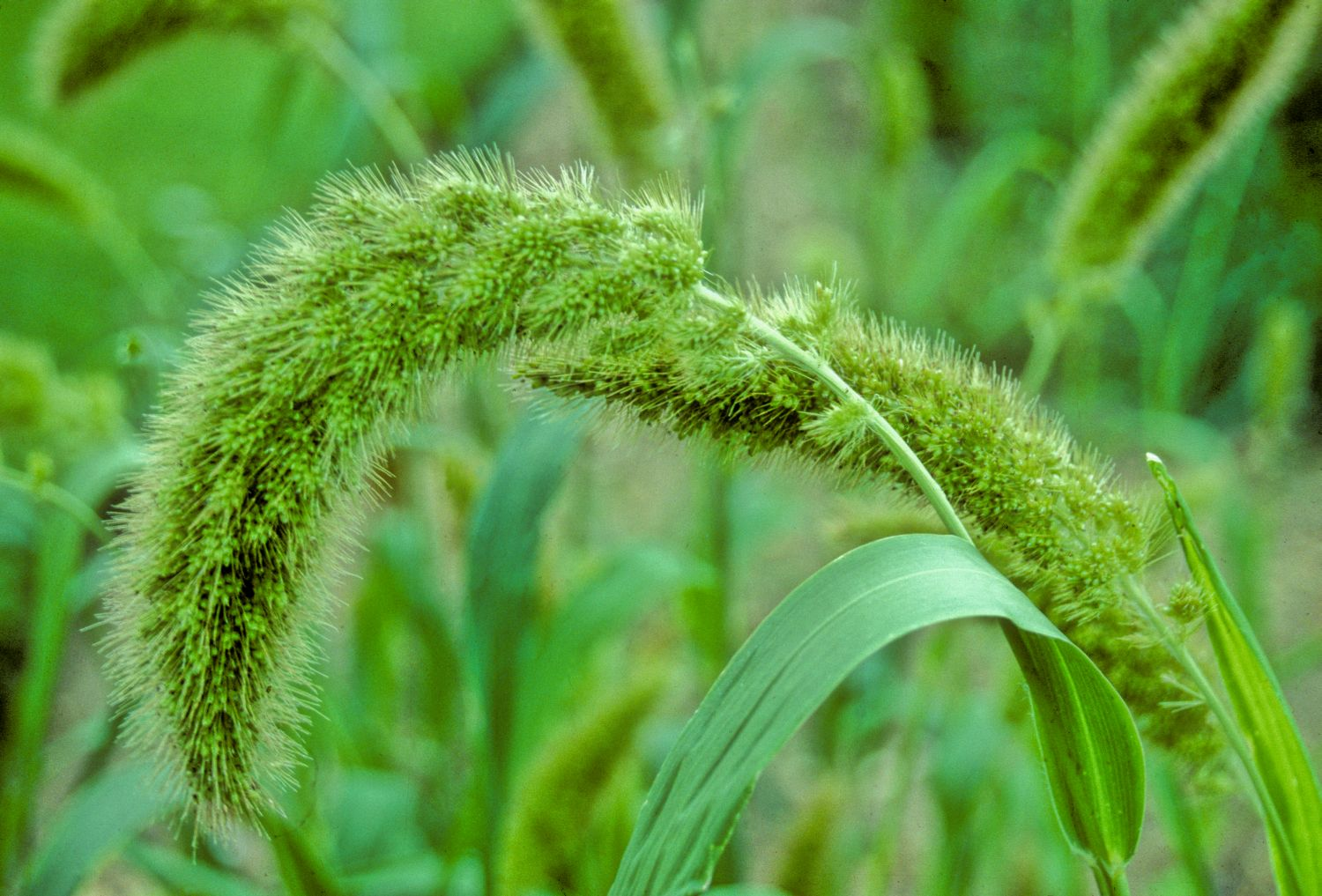
Tribus Paniceae: Kolbenhirse (Setaria italica)

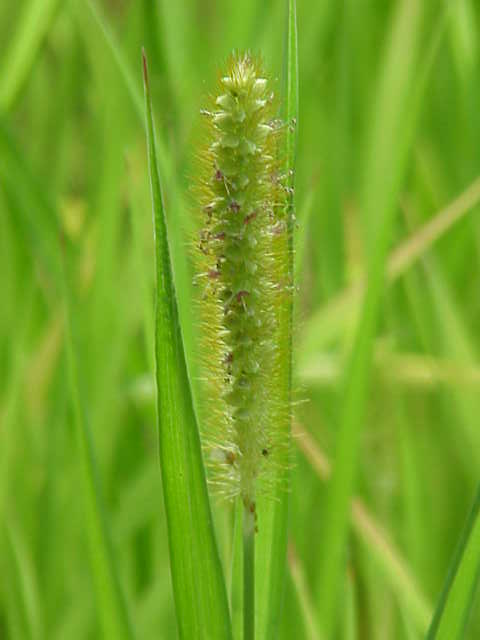
Tribus Paniceae: Rote Borstenhirse (Setaria pumila)

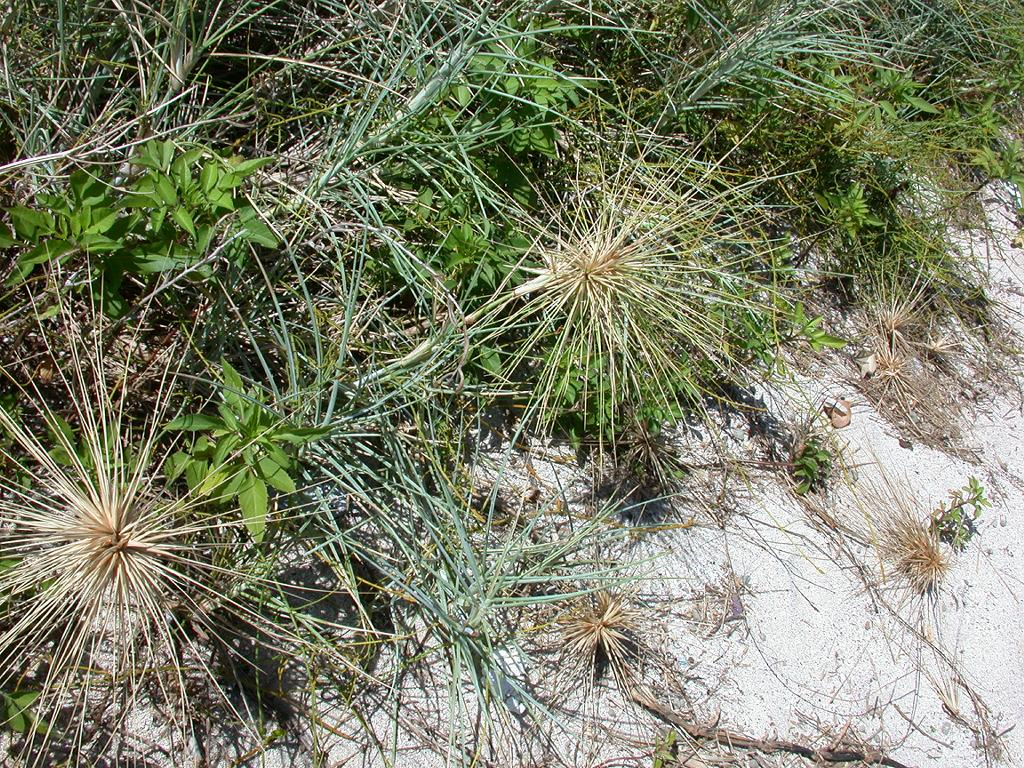
Tribus Paniceae: Spinifex littoreus

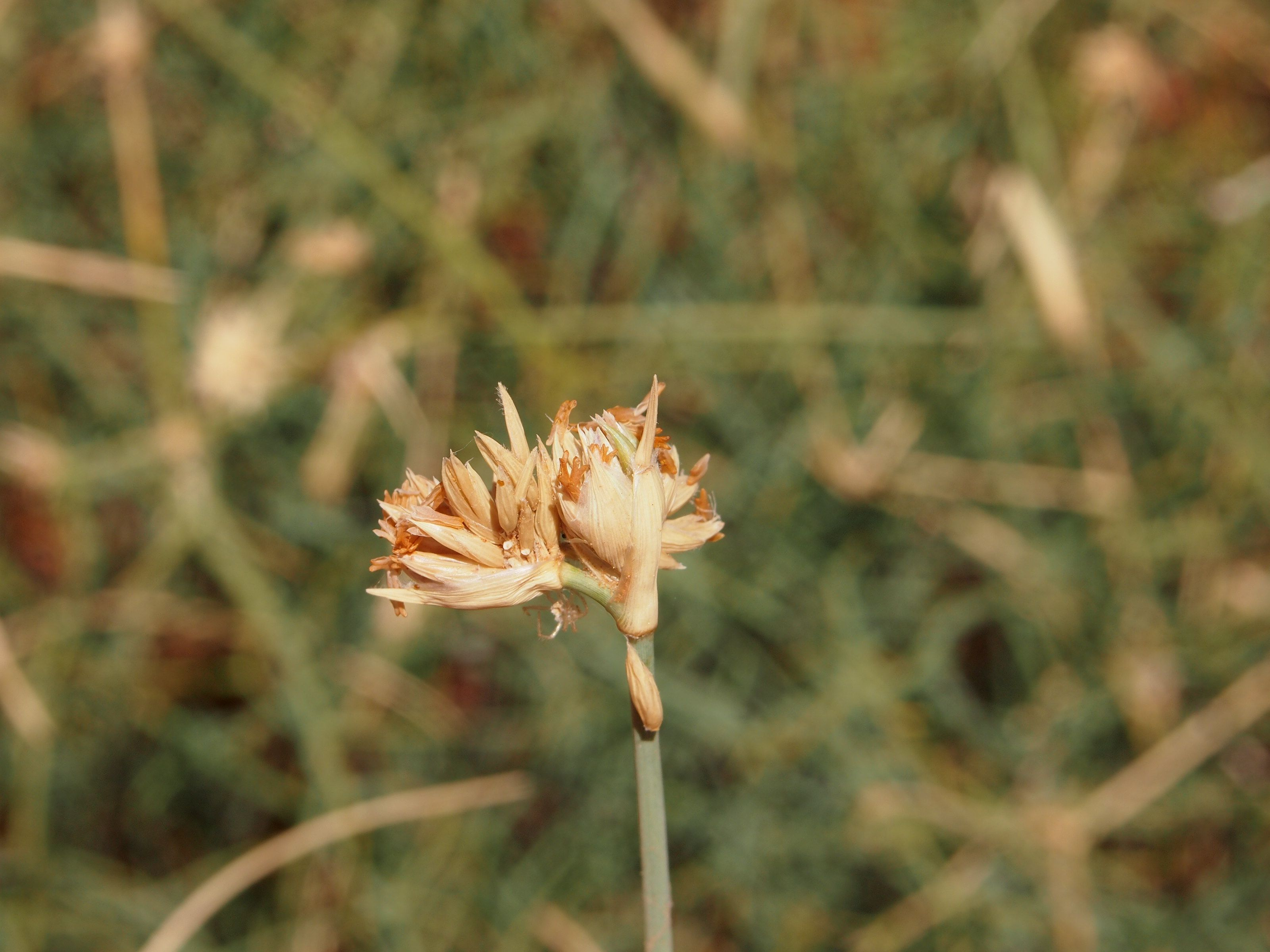
Tribus Paniceae: Fruchtstand von Zygochloa paradoxa

    - Achlaena piptostachya Griseb.: Sie kommt auf Kuba und Jamaika vor. Sie wird von mancen Autoren auch als Arthropogon piptostachyus (Griseb.) Pilg. zu Arthropogon gestellt.[2]

  - Acritochaete Pilg.: Sie enthält nur eine Art:
    - Acritochaete volkensii Pilg.: Sie kommt von Nigeria bis Äthiopien und Tansania vor.[2]

  - Acroceras Stapf: Die etwa 24 Arten kommen in den Tropen und Subtropen vor.[2]
  - Alexfloydia B.K.Simon: Sie enthält nur eine Art:
    - Alexfloydia repens B.K.Simon: Sie kommt nur im ostnordöstlichen New South Wales vor.[2]

  - Alloteropsis J.Presl: Die etwa fünf Arten sind in der Tropen und Subtropen der Alten Welt weitverbreitet.[2]
  - Altoparadisium Filg, Davidse, Zuloaga & Morrone: Die etwa zwei Arten sind in Brasilien und Bolivien verbreitet.[2]
  - Amphicarpum Kunth: Die etwa zwei Arten kommen nur in den östlichen USA vor.[2]
  - Ancistrachne S.T.Blake: Die vier Arten kommen auf den Philippinen, im östlichen Australien und in Neukaledonien vor.[2]
  - Anthaenantia P.Beauv.: Die etwa vier Arten sind in der Neotropis verbreitet.[2]
  - Anthaenantiopsis Mez ex Pilg.: Die vier Arten sind in Bolivien, Brasilien, Paraguay und im nördlichen Argentinien verbreitet.[2]
  - Anthephora Schreb.: Die etwa fünf Arten sind in der Neotropis und von Afrika bis zum Iran verbreitet.[2]
  - Arthragrostis Lazarides: Die etwa vier Arten kommen nur im australischen Bundesstaat Queensland vor.[2]
  - Arthropogon Nees: Die etwa fünf Arten kommen auf Jamaika sowie Kuba vor und sind in Kolumbien, Bolivien und Brasilien verbreitet.[2]
  - Axonopus P.Beauv.: Die etwa 71 Arten sind im tropischen Afrika, in der Neotropis und auf der Osterinsel verbreitet.[2]
  - Baptorhachis Clayton & Renvoize: Sie enthält nur eine Art:
    - Baptorhachis foliacea (Clayton) Clayton: Sie kommt nur in Mosambik vor.[2]

  - Brachiaria (Trin.) Griseb.: Die etwa 119 Arten kommen in den Tropen und Subtropen vor. Sie werden aber auch in die Gattung Urochloa gestellt.[2]
  - Calyptochloa C.E.Hubb.: Sie enthält etwa drei Arten, die im australischen Bundesstaat Queensland vorkommen.[2]
  - Canastra Morrone, Zuloaga, Davidse & Filg.: Sie enthält nur zwei Arten, die im südlichen und südöstlichen Brasilien vorkommen.[2]
  - Cenchrus L.: Die etwa 108 Arten (inkl. Pennisetum) kommen in Amerika und in den Tropen und Subtropen der Alten Welt vor.[2]
  - Centrochloa Swallen: Sie enthält nur eine Art:
    - Centrochloa singularis Swallen: Sie kommt in Brasilien vor. Sie wird von manchen Autoren auch als Axonopus singularis (Swallen) Alicia López & Morrone zu Axonopus gestellt.[2]

  - Chaetium Nees: Die nur drei Arten kommen in Kuba, von Mexiko bis Venezuela und im nordöstlichen Brasilien vor.[2]
  - Chaetopoa C.E.Hubb.: Sie enthält nur zwei Arten, die in Tansania vorkommen.[2]
  - Chamaeraphis R.Br.: Sie enthält nur eine Art:
    - Chamaeraphis hordeacea R.Br.: Sie kommt im nördlichen Australien vor.[2]

  - Chlorocalymma Clayton: Sie enthält nur eine Art:
    - Chlorocalymma cryptacanthum Clayton: Sie kommt nur in Tansania vor.[2]

  - Cleistochloa C.E.Hubb.: Die nur drei Arten kommen zwischen Neuguinea und dem östlichen Australien vor.[2]
  - Cliffordiochloa B.K.Simon: Sie enthält nur eine Art:
    - Cliffordiochloa parvispicula B.K.Simon: Sie kommt nur in Queensland vor. Sie wird aber auch als Steinchisma laxum (Sw.) Zuloaga zur Gattung Steinchisma gestellt.[2]

  - Cyphochlaena Hack.: Die Verbreitung der zwei Arten ist auf die Komoren und Madagaskar beschränkt.[2]
  - Cyrtococcum Stapf: Die etwa 14 Arten sind in der Paläotropis weitverbreitet.[2]
  - Dallwatsonia B.K.Simon: Sie enthält nur eine Art:
    - Dallwatsonia felliana B.K.Simon: Sie kommt nur im australischen Bundesstaat Queensland vor. Sie wird von manchen Autoren auch als Hymenachne felliana (B.K.Simon) Zuloaga zu Hymenachne gestellt.[2]

  - Fingerhirsen (Digitaria Haller): Die Gattung ist kosmopolitisch verbreitet und enthält etwa 262 Arten.[2]
  - Dissochondrus (Hildebr.) Kuntze: Sie enthält nur eine Art:
    - Dissochondrus biflorus (Hildebr.) Kuntze: Sie kommt nur auf Hawaii vor.[2]

  - Eccoptocarpha Launert: Sie enthält nur eine Art:
    - Eccoptocarpha obconiciventris Launert: Sie kommt von Tansania bis zum nördlichen Sambia vor.[2]

  - Hühnerhirsen (Echinochloa P.Beauv.): Sie ist kosmopolitisch verbreitet und umfasst etwa 34 Arten.[2]
  - Echinolaena Desv.: Die Verbreitung der etwa sieben Arten reicht von Mexiko bis Argentinien und auch Madagaskar.[2]
  - Entolasia Stapf: Die etwa sechs Arten kommen in Afrika und von Neuguinea bis Australien vor.[2]
  - Eriochloa Kunth: Die Gattung ist kosmopolitisch verbreitet und enthält etwa 34 Arten.[2]
  - Gerritea Zuloaga, Morrone & Killeen: Sie enthält nur eine Art:
    - Gerritea pseudopetiolata Zuloaga, Morrone & Killeen: Sie kommt nur in Bolivien vor.[2]

  - Holcolemma Stapf & C.E.Hubb.: Die drei Arten sind von Somalia bis Tansania und Sri Lanka bis Indien sowie im nordöstlichen Australien verbreitet.[2]
  - Homolepis Cha: Die etwa fünf Arten sind in der Neotropis weitverbreitet.[2]
  - Homopholis C.E.Hubb.: Sie enthält nur eine Art:
    - Homopholis belsonii C.E.Hubb.: Sie kommt nur in den australischen Bundesstaaten Queensland und New South Wales vor.[2]

  - Hydrothauma C.E.Hubb.: Sie enthält nur eine Art:
    - Hydrothauma manicatum C.E.Hubb.: Sie kommt in der südlichen Demokratischen Republik Kongo und in Sambia vor.[2]

  - Hygrochloa Lazarides: Die zwei Arten kommen im nördlichen Australien vor.[2]
  - Hylebates Chippind.: Die zwei Arten sind von Kenia, Tansania, Mosambik, Sambia bis Simbabwe verbreitet.[2]
  - Hymenachne P.Beauv.: Die etwa elf Arten sind in der Neotropis, im tropischen Afrika, im nordöstlichen Australien und von Assam bis China und Indochina weitverbreitet.[2]
  - Ichnanthus P.Beauv.: Die etwa 29 Arten sind in den Tropen und Subtropen weitverbreitet.[2]
  - Ixophorus Schldl.: Sie enthält nur eine Art:
    - Ixophorus unisetus (J.Presl) Schldl.: Sie kommt von Mexiko bis Kolumbien, in Kuba und Puerto Rico vor.[2]

  - Lasiacis (Griseb.) Hitchc.: Die etwa 15 Arten sind in der Neotropis weitverbreitet.[2]
  - Lecomtella A.Camus: Sie enthält nur eine Art:
    - Lecomtella madagascariensis A. Camus: Sie kommt in Madagaskar vor.[2]

  - Leucophrys Rendle: Mit bis zu drei Arten, die aber auch zu Urochloa gestellt werden.[2]
  - Louisiella C.E.Hubb. & J.Léonard: Sie enthält nur zwei Arten:
    - Louisiella elephantipes (Nees ex Trin.) Zuloaga: Sie kommt von Mexiko bis ins tropische Amerika vor.[2]
    - Louisiella fluitans C.E.Hubb. & J.Léonard: Sie kommt von Kamerun bis zum südlichen Sudan vor.[2]

  - Megaloprotachne C.E.Hubb.: Sie enthält nur eine Art:
    - Megaloprotachne albescens C.E.Hubb.: Sie ist im südlichen Afrika verbreitet. Sie wird aber von manchen Autoren als Digitaria albescens (C.E.Hubb.) Lo Medico & A.S.Vega zu Digitaria gestellt.[2]

  - Megathyrsus (Pilg.) B.K.Simon & S. W.L.Jacobs: Mit bis zu drei Arten. Sie werden auch zu Urochloa gestellt.[2]
  - Melinis P.Beauv.: Die etwa 22 Arten sind in Afrika und auf der Arabischen Halbinsel verbreitet.[2]
  - Mesosetum Steud.: Die etwa 26 Arten sind in der Neotropis verbreitet.[2]
  - Microcalamus Franch.: Sie enthält nur eine Art:
    - Microcalamus barbinodis Franch.: Sie ist im westlich-zentralen tropischen Afrika verbreitet.[2]

  - Neurachne R.Br.: Die etwa acht Arten kommen nur in Australien vor.[2]
  - Odontelytrum Hack.: Sie enthält nur eine Art:
    - Odontelytrum abyssinicum Hack.: Sie ist im tropischen Afrika und im Jemen verbreitet. Sie wird von manchen Autoren als Cenchrus abyssinicus (Hack.) Morrone zur Gattung Cenchrus gestellt.[2]

  - Ophiochloa Filg., Davidse & Zuloaga: Die nur zwei Arten sind in Brasilien verbreitet.[2]
  - Oplismenopsis Parodi: Sie enthält nur eine Art:
    - Oplismenopsis najada (Hack. & Arech.) Parodi: Sie kommt im südlichen Brasilien, in Uruguay und im nordöstlichen Argentinien vor.[2]

  - Grannenhirse[7] (Oplismenus P.Beauv.): Die etwa sieben Arten sind in den Tropen und Subtropen bis zum Kaukasusraum verbreitet.[2] Darunter:
    - Welligblättrige Grannenhirse[7] (Oplismenus undulatifolius (Ard.) P.Beauv., Syn.: Oplismenus hirtellus (L.) P.Beauv. subsp. undulatifolius (Ard.) U.Scholz): Sie kommt in Europa in Spanien, Italien, der Schweiz und dem früheren Jugoslawien bis zum Iran, von Äthiopien bis Südafrika, Kamerun, von China bis Japan und dem tropischen Asien, in Australien und auf Inseln im westlichen Indischen Ozean vor.[2]

  - Oryzidium C.E.Hubb. & Schweick.: Sie enthält nur eine Art:
    - Oryzidium barnardii C.E.Hubb. & Schweick.: Sie kommt vom südlichen tropischen Afrika bis Namibia vor.[2]

  - Otachyrium Nees: Die etwa acht Arten sind von Trinidad bis zum tropischen Südamerika verbreitet.[2]
  - Ottochloa Dandy: Die etwa drei Arten kommen im tropischen Afrika und von tropischen und subtropischen Asien bis Australien vor.[2]
  - Rispenhirsen (Panicum L., inkl. Dichanthelium (Hitchc. & Chase) Gould): Die Gattung ist kosmopolitisch verbreitet und umfasst etwa 446 Arten.[2]
  - Paractaenum P.Beauv.: Sie enthält nur eine Art:
    - Paractaenum novae-hollandiae P.Beauv.: Sie kommt im westlichen und im zentralen Australien vor.[2]

  - Paraneurachne S.T.Blake: Sie enthält nur eine Art:
    - Paraneurachne muelleri (Hack.) S.T.Blake: Sie kommt in Australien vor. Sie wird auch von manchen Autoren als Neurachne muelleri Hack. in die Gattung Neurachne gestellt.[2]

  - Paratheria Griseb.: Die nur zwei Arten sind vom tropischen Afrika bis Namibia sowie auf Madagaskar und in der Neotropis verbreitet.[2]
  - Paspalum L. (inkl. Thrasyopsis Parodi): Die etwa 322 Arten sind vom tropischen Asien bis zu den Inseln im Pazifik, in Afrika und in der Neuen Welt weitverbreitet.[2]
  - Lampenputzergräser (Pennisetum Rich. ex Pers.): Die etwa 82 Arten sind in Afrika, von Asien bis Australien und in der Neotropis weitverbreitet. Sie werden von manchen Autoren auch zur Gattung Cenchrus gestellt.[2]
  - Plagiantha Renvoize: Sie enthält nur eine Art:
    - Plagiantha tenella Renvoize: Sie kommt im nordöstlichen Brasilien vor.[2]

  - Poecilostachys Hack.: Die etwa 15 Arten sind im tropischen Afrika und in Madagaskar verbreitet.[2]
  - Pseudechinolaena Stapf: Die etwa sechs Arten von den Tropen bis zu den Subtropen weitverbreitet.[2]
  - Pseudochaetochloa Hitchc.: Sie enthält nur eine Art:
    - Pseudochaetochloa australiensis Hitchc.: Sie kommt im westlichen Australien vor.

  - Pseudoraphis Griff.: Die etwa sieben Arten sind vom tropischen und subtropischen Asien bis Australien verbreitet.[2]
  - Reimarochloa Hitchc.: Die etwa drei Arten sind von den südlichen USA bis Argentinien und Paraguay weitverbreitet.[2]
  - Reynaudia Kunth: Sie enthält nur eine Art:
    - Reynaudia filiformis (Spreng. ex Schult.) Kunth: Sie kommt auf Kuba, Hispaniola und Jamaika vor.[2]

  - Sacciolepis Nash: Die etwa 26 Arten kommen von den Tropen und Subtropen nördlich bis zu den USA und östlich bis Ostasien vor.[2]
  - Scutachne Hitchc. & Chase: Mit nur einer Art:
    - Scutachne dura (Griseb.) Hitchc. & Chase: Sie kommt auf Kuba, Hispaniola und Jamaika vor.[2]

  - Borstenhirsen (Setaria P. Beauv.): Die etwa 137 Arten sind fast weltweit verbreitet.[2]
  - Setariopsis Scribn. ex Millsp.: Die zwei Arten kommen von Arizona bis Venezuela vor.[2]
  - Snowdenia C.E.Hubb.: Die vier Arten sind im tropischen Afrika und auf der Arabischen Halbinsel verbreitet.[2]
  - Spheneria Kuhlm.: Sie enthält nur eine Art:
    - Spheneria kegelii (C.A.Muell.) Pilg.: Sie ist von Guayana und Suriname bis zum westlichen Brasilien verbreitet.[2]

  - Spinifex L.: Die etwa fünf Arten sind vom tropischen und subtropischen Asien bis Australasien und zu den Inseln im südwestlichen Pazifik verbreitet.[2]
  - Steinchisma Raf.: Die sieben Arten sind in der Neotropis weitverbreitet.[2]
  - Stenotaphrum Trin.: Die sieben Arten sind von den Tropen bis Subtropen weitverbreitet.[2]
  - Stereochlaena Hack.: Die vier Arten sind von Tansania bis ins südliche Afrika verbreitet.[2]
  - Streptolophus Hughes: Sie enthält nur eine Art:
    - Streptolophus sagittifolius Hughes: Sie kommt in Angola vor.[2]

  - Streptostachys Desv.: Die etwa sechs Arten sind von Trinidad bis Paraguay verbreitet.[2]
  - Taeniorhachis Cope: Sie enthält nur eine Art:
    - Taeniorhachis repens Cope: Sie kommt in Somalia vor.[2]

  - Tarigidia Stent: Sie enthält nur zwei Arten, die im südlichen Afrika und in Puerto Rico vorkommen.[2]
  - Tatianyx Zuloaga & Soderstr.: Sie enthält nur eine Art:
    - Tatianyx arnacites (Trin.) Zuloaga & Soderstr.: Sie kommt im nördlichen und östlichen Brasilien vor.[2]

  - Thrasya Kunth: Die etwa 22 Arten sind von Mexiko und Trinidad bis ins tropische Südamerika verbreitet.[2]
  - Thuarea Pers.: Die nur zwei Arten kommen in Madagaskar und vom tropischen und subtropischen Asien bis zu den Inseln im Pazifik vor.[2]
  - Thyridachne C.E.Hubb.: Sie enthält nur eine Art:
    - Thyridachne tisserantii C.E.Hubb.: Sie kommt von der Zentralafrikanischen Republik bis zur Demokratischen Republik Kongo vor.[2]

  - Thyridolepis S.T.Blake: Die nur drei Arten kommen in Australien vor.[2]
  - Trachys Pers.: Sie enthält drei Arten, die von Indien bis Myanmar und Sri Lanka vorkommen.[2]
  - Tricholaena Schrad.: Die etwa vier Arten sind von Afrika und vom Mittelmeerraum bis zur Arabischen Halbinsel und bis Indien weitverbreitet.[2]
  - Triscenia Griseb.: Sie enthält nur eine Art:
    - Triscenia ovina Griseb.: Sie kommt auf Kuba vor.[2]

  - Uranthoecium Stapf: Sie enthält nur eine Art:
    - Uranthoecium truncatum (Maiden & Betche) Stapf: Sie kommt im zentralen und östlich-zentralen Australien vor.[2]

  - Urochloa P.Beauv. (Syn.: Brachiaria (Trin.) Griseb.): Die etwa 80 Arten kommen in den Tropen und Subtropen der Alten Welt und in Mexiko vor.[2]
  - Walwhalleya Wills & J.J.Bruhl (Syn.:Whalleya Wills & J.J.Bruhl): Die vier Arten kommen nur im östlichen und südöstlichen Australien vor.[2]
  - Whiteochloa C.E.Hubb.: Die etwa sechsn Arten kommen von den Kleinen Sundainseln bis Australien vor.[2]
  - Xerochloa R.Br.: Die drei Arten kommen in Thailand, auf Java und Australien vor.[2]
  - Yakirra Lazarides & R.D.Webster: Die sieben Arten kommen in Myanmar und im nördlichen sowie zentralen Australien vor.[2] Sie werden von manchen Autoren auch zur Gattung Panicum gestellt.[2]
  - Yvesia A.Camus: Sie enthält nur eine Art:
    - Yvesia madagascariensis A.Camus: Sie kommt in Madagaskar vor.[2]

  - Zygochloa S.T.Blake: Sie enthält nur eine Art:
    - Zygochloa paradoxa (R.Br.) S.T.Blake: Sie kommt im zentralen und östlich-zentralen Australien vor.[2]

- Tribus Steyermarkochloeae Davidse & R.P.Ellis[8]
  - Arundoclaytonia Davidse & R.P.Ellis: Sie enthält nur eine Art:
    - Arundoclaytonia dissimilis Davidse & R.P.Ellis: Sie kommt nur im östlichen und nordöstlichen Brasilien vor.[2]

  - Steyermarkochloa Davidse & R.P.Ellis: Sie enthält nur eine Art:
    - Steyermarkochloa angustifolia (Spreng.) Judz.: Sie kommt in Kolumbien, Venezuela und im nördlichen Brasilien vor.[2]

## Nutzung
In der Unterfamilie der Panicoideae gibt es einige wichtige Nutzpflanzen:
- Mais (Zea mays L.)
- Zuckerrohr (Saccharum officinarum L.)
- Zitronengras (Cymbopogon citratus (DC.) Stapf)
- Einige Hirse-Arten

## Belege
- Grass Phylogeny Working Group, Nigel P. Barker, Lynn G. Clark, Jerrold I. Davis, Melvin R. Duvall, Gerald F. Guala, Catherine Hsiao, Elizabeth A. Kellogg, H. Peter Linder: Phylogeny and Subfamilial Classification of the Grasses (Poaceae). In: Annals of the Missouri Botanical Garden Band 88, 2001, S. 373–457.